# Camberra
Camberra o Canberra (pronunciación en inglés: /ˈkænb(ə)ɹə/ (escucharⓘ) es la capital de Australia. Según el censo de 2021, tiene una población de 452 670 habitantes.
Está ubicada en la parte septentrional del Territorio de la Capital Australiana, del cual es sede, a 300 kilómetros al sudoeste de Sídney y a 650 kilómetros al noreste de Melbourne.
La localización de Canberra fue seleccionada para la capital nacional en 1908 como un compromiso entre Sídney y Melbourne, las dos grandes ciudades. Es diferente a las demás ciudades australianas, ya que fue construida desde cero, como una ciudad planificada. Tras un concurso internacional para el diseño de la ciudad, se seleccionó el proyecto realizado por los arquitectos Walter Burley Griffin y Marion Mahony Griffin, de Chicago, y la construcción comenzó en 1913. El diseño de la ciudad tuvo la influencia del movimiento «ciudad jardín» e incorpora en diferentes áreas vegetación natural, que llevaron a Canberra a obtener el título de «capital del arbusto». A pesar de que el crecimiento y desarrollo de Canberra se vio dificultado por las dos guerras mundiales y la Gran Depresión, a partir de la Segunda Guerra Mundial se convirtió en una ciudad próspera.
En tanto que sede del Gobierno de Australia, en Canberra se encuentran el Parlamento y el Tribunal Supremo australianos, además de numerosas agencias y Ministerios. También se encuentran varias instituciones sociales y culturales de importancia nacional. El Gobierno Federal contribuye en un gran porcentaje al PBI y aporta una amplia oferta laboral. Canberra es un destino popular para turistas nacionales, pero también para los extranjeros.

## Toponimia
La palabra Canberra tiene un origen incierto, pero se dice que deriva de una palabra local de los Ngabri, una de los Ngunnawal, o alternativamente de la palabra Kambera que significa «lugar de encuentros» en el idioma Ngunnawal. El nombre Ngunnawal aparentemente fue usado para hacer referencia a los corroboree que servían de protección durante las migraciones estacionales de la población en los Bogong moths que se realizaban en la región cada primavera.

## Historia
Antes del establecimiento europeo, el área donde se encuentra Canberra era habitada por las tribus Ngunnawal y Walgalu. El Ngarigo vivió el sudeste Canberra, el Gundungurra al norte, el Yuin sobre la costa y el Wiradjuri al oeste. Pruebas arqueológicas de la región de Canberra sugieren la población humana desde hace 21 000 años.

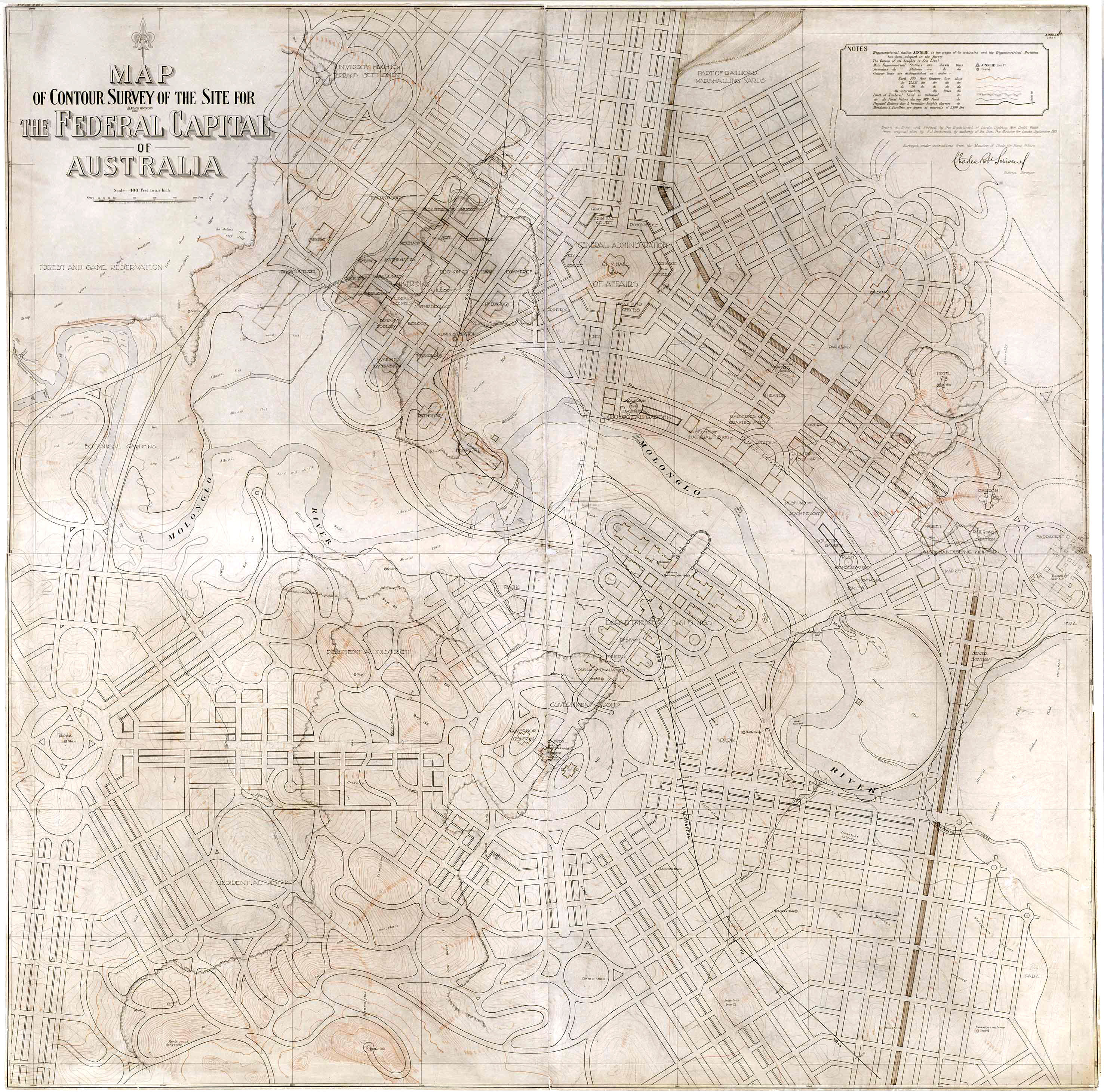
Concurso Plan de Canberra 1911-1912.

La exploración y conquista europea comenzó en Canberra a principio de la década de 1820. Llegaron cuatro expediciones entre 1820 y 1824. Los primeros poblados de blancos en la región datan del año 1824, cuando una granja o una estación fueron construidas donde hoy se encuentra la península Acton, por ganaderos contratados por Joshua John Moore. Moore compró formalmente las tierras en 1826, y les dio el nombre de Canberry.
La población europea en la región de Canberra siguió aumentando a ritmo lento durante el siglo XIX. Entre ellos, se encontraba la familia Campbell de "Duntroon"; su imponente casa de piedras pertenece hoy al Royal Military College. Los Campbells fomentaron el establecimiento de granjeros escoceses para trabajar en sus tierras, como los Southwells de "Weetangera". Al tiempo que la población europea aumentaba, la indígena iba disminuyendo, principalmente por enfermedades como la viruela o el sarampión.

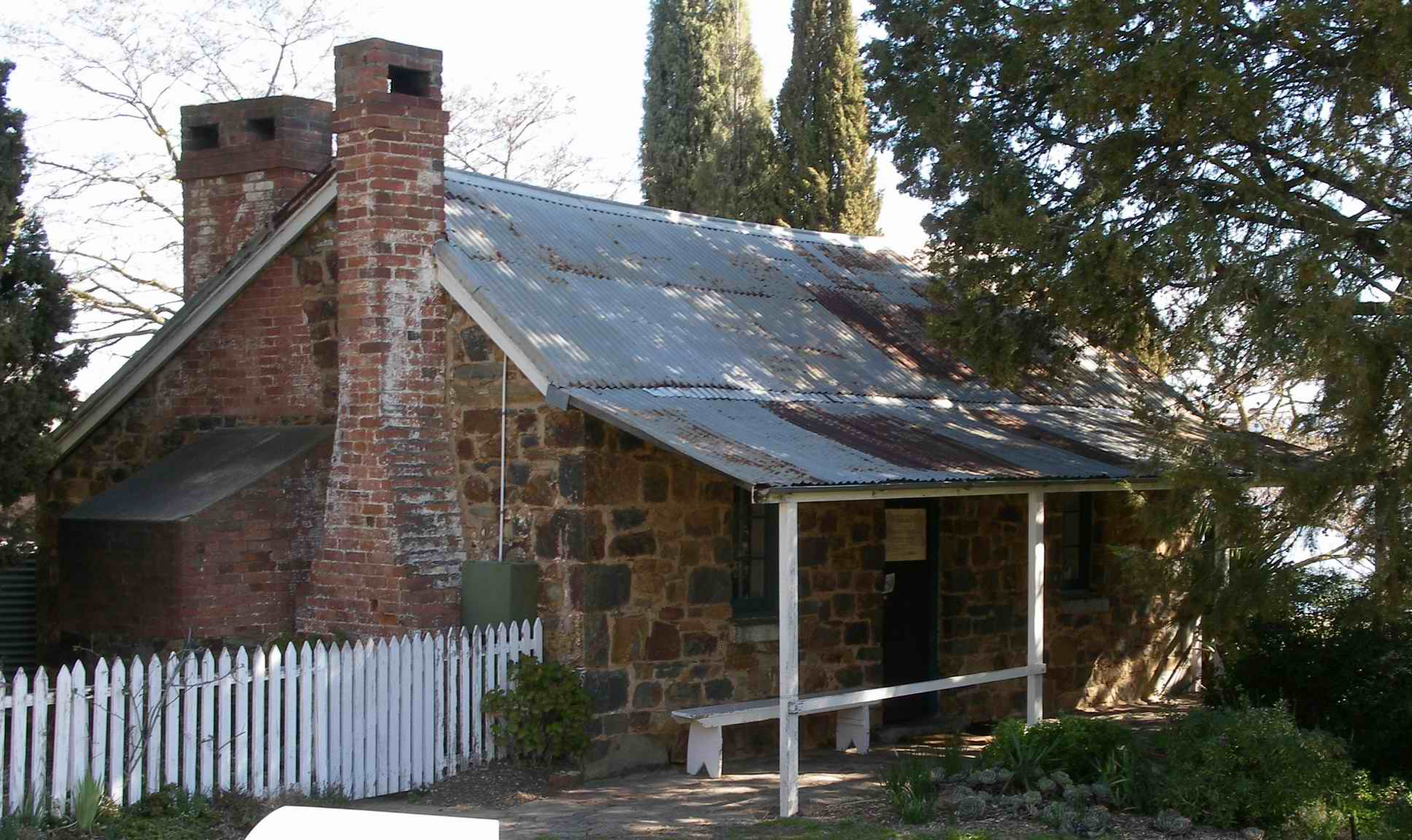
Histórica casa de Blundells, construida por el año 1860, es uno de los pocos edificios que quedan construidos por los primeros pobladores europeos de Canberra.

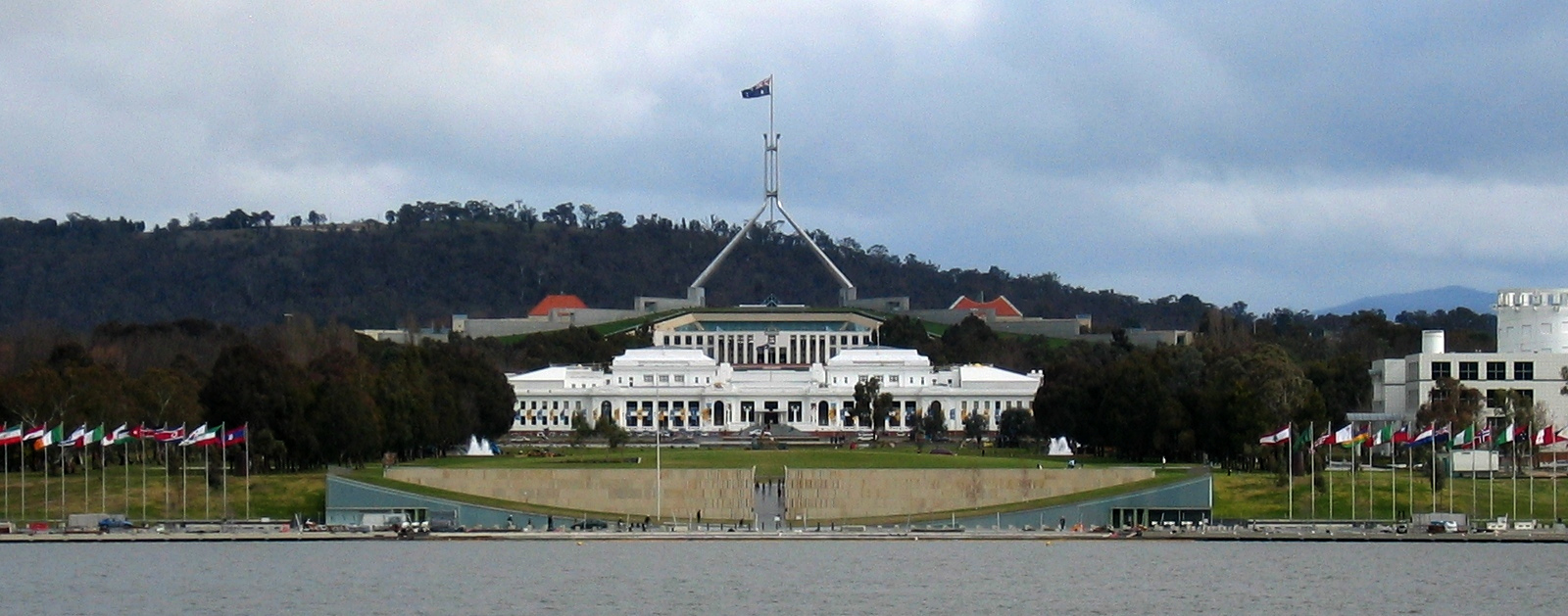
Dos puntos de referencia de Canberra: la Casa del Parlamento y la antigua Casa del Parlamento (en primer plano). El lugar de la Commonwealth se encuentra junto al lago e incluye una demostración de banderas internacionales.

El cambio del distrito de Nueva Gales del Sur (NSW), de área rural a capital nacional comenzó con una serie de debates en torno al federalismo a finales del siglo XIX. Siguiendo una larga disputa, si Sídney o Melbourne debería ser la capital nacional, a una distancia no mayor de 100 millas de Sídney, siendo Melbourne capital temporalmente hasta que la nueva ciudad sea terminada. Canberra fue escogida como el sitio ideal en 1908, como resultado del estudio realizado por el gobierno, a través del agrimensor Charles Scrivener

### SigloXX
El gobierno de Nueva Gales del Sur cedió tierras para la creación del Territorio de la Capital Australiana. En una competencia de diseño internacional conducida por el Departamento de Asuntos Exteriores, el 1 de enero de 1910, el diseño de Walter Burley Griffin fue elegido para la ciudad, y en 1913 Griffin fue seleccionado como Director de Diseño y Construcción de la Capital Federal, dando inicio a la construcción. El 12 de marzo de 1913, la ciudad recibe oficialmente el nombre de Canberra por la Señora Denman, esposa del Gobernador general Lord Thomas Denman en una ceremonia realizada en el Cerro Kurrajong, que desde ese momento pasó a ser conocido como Capitol Hill y en él se encuentra la Casa del Parlamento. "Canberra Day" es un feriado nacional que se celebra en la ciudad y en los alrededores del Territorio de la Capital Australiana en el tercer lunes de marzo para conmemorar el aniversario de la fundación de Canberra.
El gobierno federal fue transferido a Canberra el día 9 de mayo de 1927, con la apertura de la antigua Casa del Parlamento. El primer ministro, Stanley Bruce, días antes oficialmente tomó posesión de la residencia en The Lodge. El desarrollo planeado para la ciudad disminuyó significativamente durante la gran depresión en la década de los 30 y durante la Segunda Guerra Mundial. Algunos proyectos planeados durante ese tiempo, como la creación de catedrales del culto católico y anglicano, nunca fueron completados.
El desarrollo de Canberra comenzó su recuperación después de la Segunda Guerra Mundial, y desde entonces ha crecido más allá de las expectativas de los planificadores. Varios departamentos gubernamentales, junto a los empleados públicos, fueron transferidos de Melbourne a Canberra, una vez acabada la guerra. Complejos de viviendas fueron construidos para poder acomodar a la creciente población. Las partes norte y sur de la ciudad tuvieron su desarrollo por los años 1950, y el desarrollo urbano en los distritos de Woden Valley y Belconnen comenzó en la mitad y a finales de los 60, respectivamente. El Lago Burley Griffin fue terminado en 1963.
El 27 de enero de 1972 se estableció por primera vez la Carpa Aborigen en los alrededores del Parlamento; fue creada para llamar la atención sobre los derechos indígenas y cuestiones de la tierra y continuamente ha sido ocupada desde 1992. En 1973 se construyó la Torre Lovett, que desde entonces es la más alta de la ciudad.
El 9 de mayo de 1988, una Casa del Parlamento más grande y permanente fue abierta en el Capitol Hill como parte de la celebración del bicentenario de Australia. En diciembre de 1988, el Territorio de la Capital Australiana obtuvo su autonomía después de un acto realizado en el Parlamento de la Commonwealth. Siguieron las primeras elecciones en febrero de 1989, donde se eligieron 17 miembros para la Asamblea Legislativa. El Partido Laborista formó el primer gobierno del Territorio Capital, liderado por la Primera ministra Rosemary Follett, que fue la primera mujer en liderar el gobierno australiano.

### SigloXXI
El 18 de enero de 2003, partes de Canberra fueron arrasadas por un gran incendio que mató a cuatro personas y destruyó 491 casas, además de destruir los principales telescopios y el taller de investigación del Observatorio del Monte Stromlo de la Universidad Nacional de Australia.

## Geografía

Mapa de la cuenca del río Darling en el que aparece Canberra en el curso alto del río Murrumbidgee

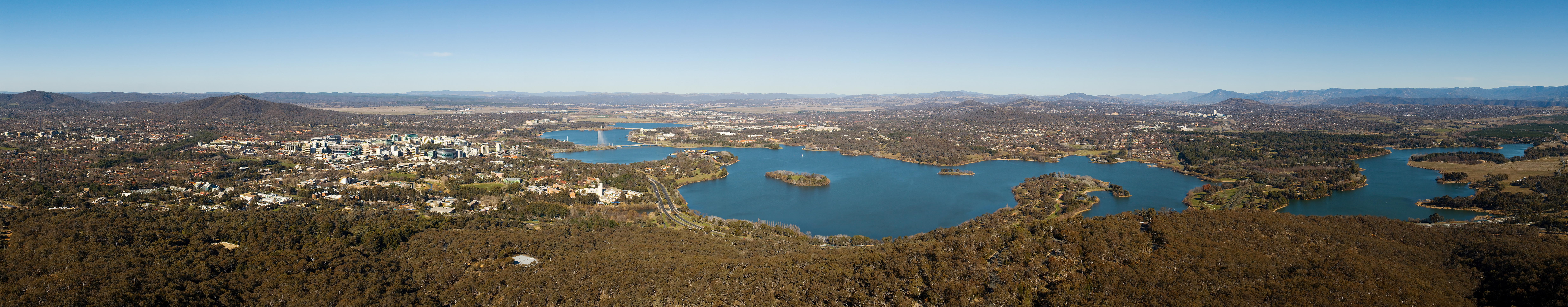
Panorama de Canberra

Canberra cubre una extensión de 808 kilómetros cuadrados y se encuentra cerca de la cordillera conocida como Brindabella, a 150 kilómetros al interior de la costa este de Australia. El punto más alto de la zona de Canberra es el monte Majura, de 888 metros de altitud, seguido de otras montañas como el monte Taylor, el Ainslie, Mugga Mugga y Black Mountain, emplazamiento este último de la Torre Telstra.
Su latitud es de 35° 27′″ Sur, su longitud es de 149° 12′″ Este y su zona horaria es UT+10:00
El río Molonglo fluye a través de Canberra y ha sido represado para formar el lago artificial Burley Griffin, situado en el centro de la ciudad. El Molonglo es un afluente del río Murrumbidgee, que cruza el noroeste de Canberra hacia la localidad de Yass, Nueva Gales del Sur. El río Queanbeyan se une al Molonglo solo dentro del TAC. Existen varios arroyos, como el Jerrabomberra y el Yarralumla, que fluyen en el Molonglo y Murrumbidgee. Dos de los arroyos, concretamente el Ginninderra y el Tuggeranong, han sido también represados para formar sus respectivos lagos artificiales homónimos.

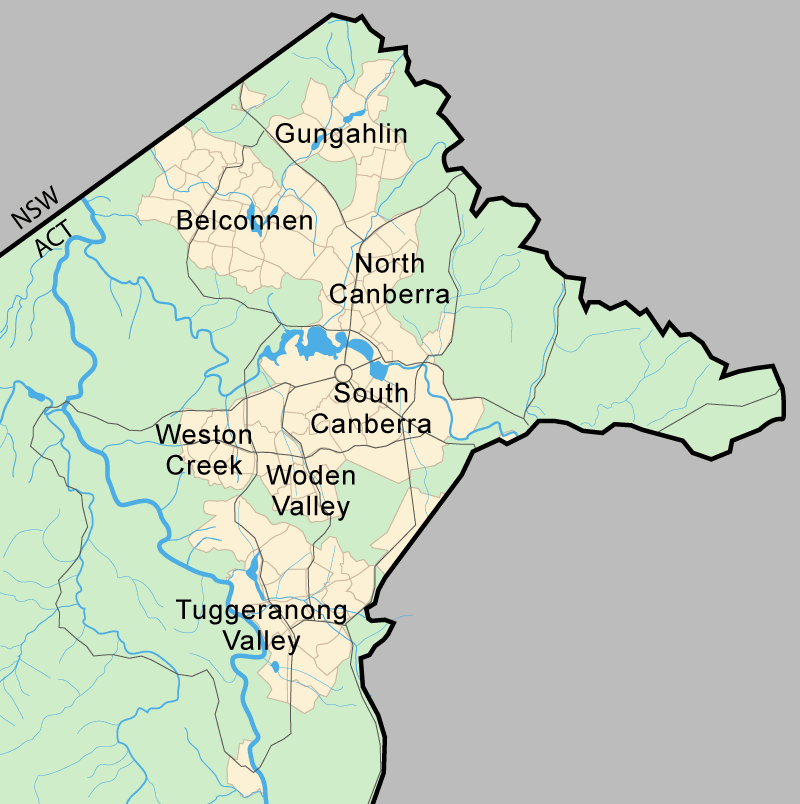
La localización de Camberra en el Territorio de la Capital Australiana y sus siete distritos en amarillo: North Canberra, South Canberra, Woden Valley, Belconnen, Weston Creek, Tuggeranong, y Gungahlin.

### Clima

Tabla meteorológica de Canberra.

Canberra posee un clima oceánico relativamente seco, con cuatro estaciones distintas, debido a su latitud, elevación y distancia con la costa. Los climas de la mayoría de las ciudades costeras australianas, incluidas las ciudades capitales de estado, son moderados gracias al mar. Canberra, sin embargo, alterna los veranos calurosos y secos, con inviernos fríos y nublados, con ocasionales nevadas.
La temperatura máxima registrada en Canberra fueron 42,2 °C el 1 de febrero de 1968, mientras que la mínima fue de −10,0 °C el 11 de julio de 1971. Enero suele ser el mes más caluroso del año, con unos 27,7 °C de máxima, diez días de media con temperaturas de 30 °C o más, y dos días con más de 35 °C. Por su característica situación en el interior y su elevación, las temperaturas nocturnas de la ciudad tienden a suavizarse notablemente. Las temperaturas mínimas de enero son de 13 °C. En cambio, el mes más frío de Canberra es julio, cuya máxima temperatura media es de 11,2 °C y la mínima de −0,2 °C. En total suelen darse 99 días de heladas, ocurriendo 95 de ellas durante los meses invernales de abril a octubre.
Las lluvias, por su parte, suelen darse en primavera y verano, recogiéndose anualmente una media de 629 mm de precipitaciones durante 108 días lluviosos al año. Las tormentas generalmente ocurren entre octubre y marzo. En Canberra se experimenta una media de 23 días de tormentas al año, llegando a producirse 19 de ellos durante el período de tormentas anteriormente citado. Las nevadas son muy raras en la zona, y cuando se dan, apenas cuajan.
| Parámetros climáticos promedio de Aeropuerto de Canberra                                | Parámetros climáticos promedio de Aeropuerto de Canberra | Parámetros climáticos promedio de Aeropuerto de Canberra | Parámetros climáticos promedio de Aeropuerto de Canberra | Parámetros climáticos promedio de Aeropuerto de Canberra | Parámetros climáticos promedio de Aeropuerto de Canberra | Parámetros climáticos promedio de Aeropuerto de Canberra | Parámetros climáticos promedio de Aeropuerto de Canberra | Parámetros climáticos promedio de Aeropuerto de Canberra | Parámetros climáticos promedio de Aeropuerto de Canberra | Parámetros climáticos promedio de Aeropuerto de Canberra | Parámetros climáticos promedio de Aeropuerto de Canberra | Parámetros climáticos promedio de Aeropuerto de Canberra | Parámetros climáticos promedio de Aeropuerto de Canberra |
| Mes                                                                                     | Ene.                                                     | Feb.                                                     | Mar.                                                     | Abr.                                                     | May.                                                     | Jun.                                                     | Jul.                                                     | Ago.                                                     | Sep.                                                     | Oct.                                                     | Nov.                                                     | Dic.                                                     | Anual                                                    |
| --------------------------------------------------------------------------------------- | -------------------------------------------------------- | -------------------------------------------------------- | -------------------------------------------------------- | -------------------------------------------------------- | -------------------------------------------------------- | -------------------------------------------------------- | -------------------------------------------------------- | -------------------------------------------------------- | -------------------------------------------------------- | -------------------------------------------------------- | -------------------------------------------------------- | -------------------------------------------------------- | -------------------------------------------------------- |
| Temp. máx. abs. (°C)                                                                    | 42.0                                                     | 42.2                                                     | 37.5                                                     | 32.6                                                     | 24.5                                                     | 20.1                                                     | 19.7                                                     | 24.0                                                     | 28.6                                                     | 32.7                                                     | 39.9                                                     | 39.2                                                     | 42.2                                                     |
| Temp. máx. media (°C)                                                                   | 28.0                                                     | 27.1                                                     | 24.5                                                     | 20.0                                                     | 15.6                                                     | 12.3                                                     | 11.4                                                     | 13.0                                                     | 16.2                                                     | 19.4                                                     | 22.7                                                     | 26.1                                                     | 19.7                                                     |
| Temp. media (°C)                                                                        | 20.6                                                     | 20.1                                                     | 17.6                                                     | 13.4                                                     | 9.4                                                      | 6.7                                                      | 5.7                                                      | 7.0                                                      | 9.8                                                      | 12.8                                                     | 15.8                                                     | 18.8                                                     | 13.1                                                     |
| Temp. mín. media (°C)                                                                   | 13.2                                                     | 13.1                                                     | 10.7                                                     | 6.7                                                      | 3.2                                                      | 1.0                                                      | -0.1                                                     | 1.0                                                      | 3.3                                                      | 6.1                                                      | 8.8                                                      | 11.4                                                     | 6.5                                                      |
| Temp. mín. abs. (°C)                                                                    | 1.6                                                      | 3.0                                                      | -1.1                                                     | -3.7                                                     | -7.5                                                     | -8.5                                                     | -10.0                                                    | -8.5                                                     | -6.9                                                     | -3.4                                                     | -1.8                                                     | 0.3                                                      | -10.0                                                    |
| Precipitación total (mm)                                                                | 58.5                                                     | 56.4                                                     | 50.7                                                     | 46.0                                                     | 44.4                                                     | 40.4                                                     | 41.4                                                     | 46.2                                                     | 52.0                                                     | 62.4                                                     | 64.4                                                     | 53.8                                                     | 616.4                                                    |
| Días de precipitaciones (≥ 1 mm)                                                        | 7.3                                                      | 6.7                                                      | 6.9                                                      | 7.3                                                      | 8.4                                                      | 9.8                                                      | 10.5                                                     | 11.1                                                     | 10.2                                                     | 10.4                                                     | 9.8                                                      | 7.8                                                      | 106.2                                                    |
| Horas de sol                                                                            | 294.5                                                    | 254.3                                                    | 251.1                                                    | 219                                                      | 186                                                      | 156                                                      | 179.8                                                    | 217                                                      | 231                                                      | 266.6                                                    | 267                                                      | 291.4                                                    | 2813.7                                                   |
| Fuente n.º 1: Climate averages for Canberra Airport Comparison (1939–2010)              |                                                          |                                                          |                                                          |                                                          |                                                          |                                                          |                                                          |                                                          |                                                          |                                                          |                                                          |                                                          |                                                          |
| Fuente n.º 2: Special climate statements and climate summaries for more recent extremes |                                                          |                                                          |                                                          |                                                          |                                                          |                                                          |                                                          |                                                          |                                                          |                                                          |                                                          |                                                          |                                                          |

### Estructura urbana

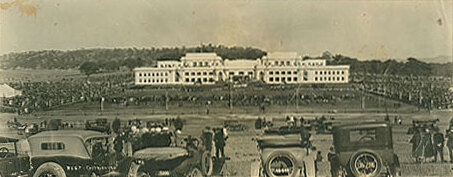
Inauguración del edificio del antiguo Parlamento.

Canberra es una moderna ciudad que fue diseñada sobre plano por el arquitecto estadounidense Walter Burley Griffin cuyo planteamiento urbanístico data de 1912. La ciudad está organizada en barrios (quarters), de acuerdo a funciones y características. De ahí que es posible distinguir una zona administrativa, una zona comercial y de negocios, una industrial y laboral, universitaria, residencial y de esparcimiento.
La ciudad rodea el lago artificial Burley Griffin, que fue construido en 1963. Al sur del lago se encuentra la zona administrativa con el Parlamento como punto central, desde donde nacen calles concéntricas y calles que convergen en él. Alrededor del Parlamento se emplazan embajadas, oficinas administrativas, museos, galerías, y parques. El Parlamento se encuentra al interior de una gran rotonda y sobre una colina. Al norte del lago, se encuentra la zona comercial (usualmente llamada City), barrios residenciales y universidades. La ciudad concentra una gran cantidad de museos, que constituyen su principal atractivo. La mayoría de ellos son de acceso gratuito. Dentro de los más destacados se encuentra el Australian War Memorial.

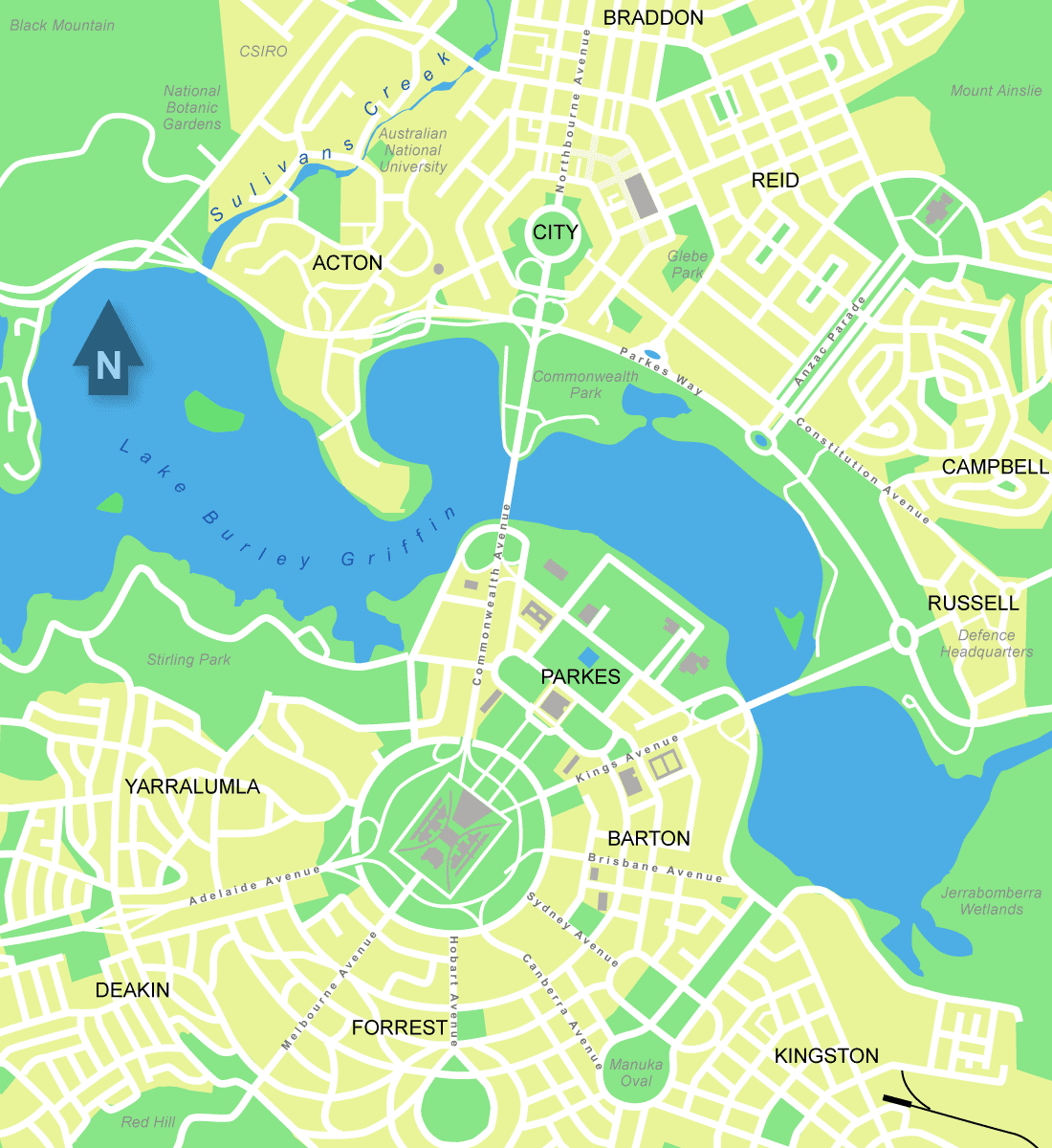
Plano del centro de Canberra, el diseño Griffin se basó en un triángulo del Parlamento.

Por otra parte, las áreas urbanas están dispuestas en una jerarquía de distritos, plazas, barrios y zonas industriales. Hay siete distritos, cada uno de ellos está dividido en pequeños suburbios y tienen sus propias plazas, donde se concentra la gran parte de la actividad comercial, social y de ocio de los distritos. Estos son:
- North Canberra, fundado y habitado durante los años 1920 y 30, gozando de gran expansión durante los años 60, contiene ahora 15 barrios
- South Canberra, se habitaron desde los años 1920 hasta los 60, 12 barrios
- Woden Valley, habitados por primera vez en 1963, 13 barrios
- Belconnen, habitados por primera vez en 1967, 25 barrios
- Weston Creek, los primeros asentamientos fueron en 1969, 8 barrios
- Tuggeranong, habitados desde 1974, 19 barrios
- Gungahlin, los últimos en asentarse, durante los años 1990 y cuenta con 7 barrios

Los distritos Norte y Sur están basados, esencialmente, en los diseños de Griffin. En 1967, la entonces Comisión de Desarrollo de la Capital Nacional adoptó el "Plan Y", que puso sobre la mesa el futuro desarrollo urbano de Canberra, que consistía en la creación de áreas destinadas al comercio y las compras conocidas como 'town centres' (centros de la ciudad), que son plazas y calles principales destinadas a las actividades comerciales, unidas por autopistas, con una disposición tal que formasen la letra Y. El desarrollo urbanístico de Canberra ha sido regulado estrechamente por el gobierno.

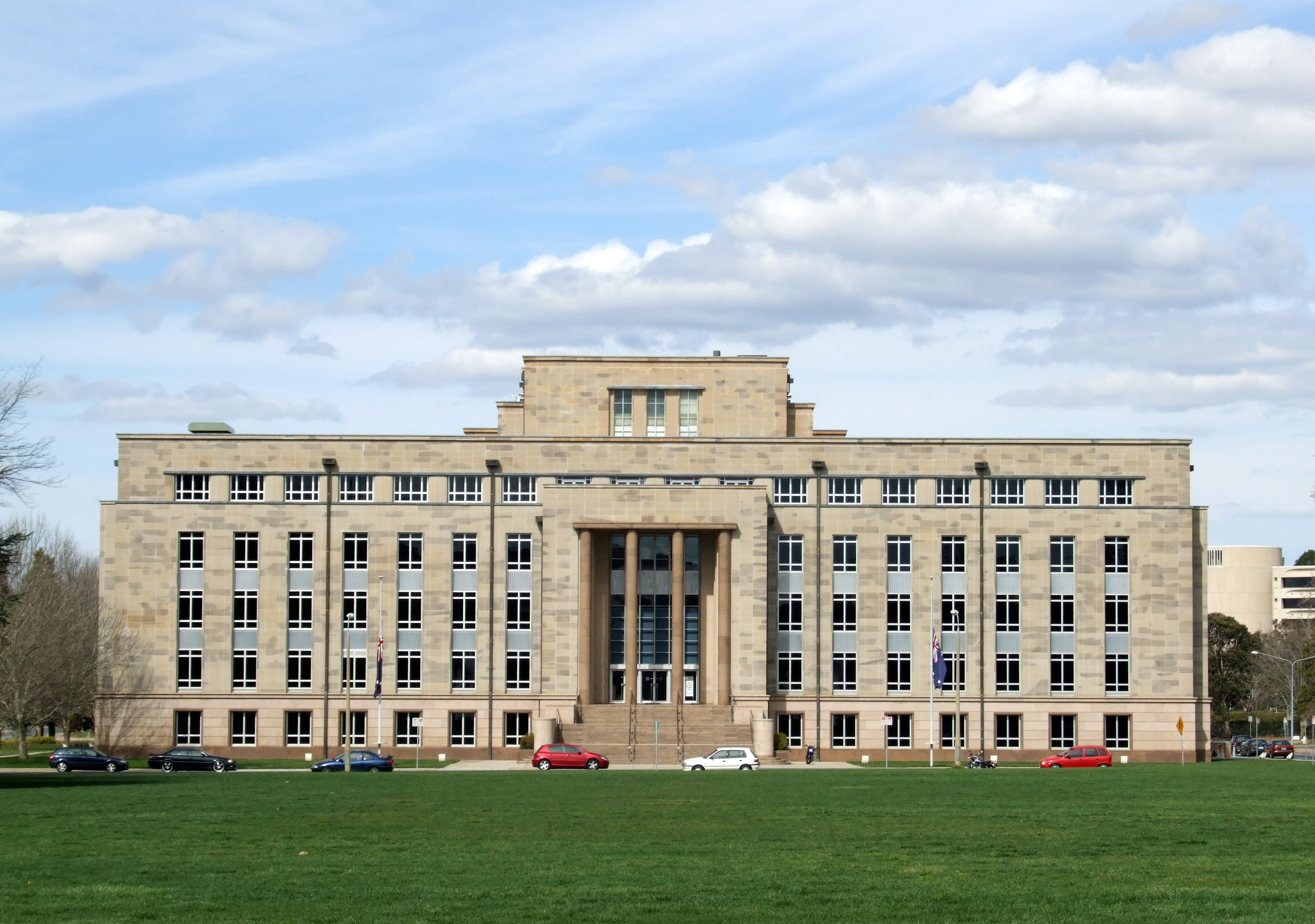
Departamento de Finanzas, Canberra

La mayoría de los barrios tiene sus propias tiendas locales y están situados cerca de grandes centros comerciales que sirven a otros barrios vecinos. Las escuelas y otras facilidades para la comunidad suelen estar también próximas a estos centros. Muchos de los barrios deben sus nombres a antiguos  primeros ministros, australianos célebres, primeros fundadores o utilizan nombres aborígenes. Por ejemplo, las calles de Duffy recibieron su nombre a damas australianas, las calles de Page fueron nombradas a raíz de biólogos o naturalistas. La mayoría de las misiones diplomáticas se desarrollan en los barrios de Yarralumla, Deakin y O'Malley. Mientras que las principales áreas industriales tienen su sede en Fyshwick, Mitchell y Hume.
Uno de los rasgos más característico del diseño de Griffin es su peculiar trazado triangular, en el corazón del centro de la capital. Este triángulo se encuentra situado y formado por la avenida Commonwealth, la avenida Kings y el propio Lago Burley Griffin. Esta zona es la más turística ya que contiene muchos de los símbolos de la ciudad y del país como el Parlamento, el mencionado lago, la National Gallery of Australia, el Supremo o la Biblioteca Nacional. Este centro de la ciudad fue diseñado por Griffin para albergar las más altas instituciones públicas de Australia, pero también se celebran aquí eventos, conmemoraciones, protestas o desfiles.
Durante la corta vida de la ciudad, Canberra ha experimentado varios períodos de gran desarrollo controlado. El primero de ellos fue durante los años 1920, durante la creación del antiguo Parlamento y sus jardines. El segundo, de 1950 a 1970, correspondió a la construcción del Lago Burley Griffin y la Biblioteca Nacional. También se implantaron diversos tipos de árboles para la apertura de parques, espacios al aire libre y acentuar la orilla del lago. En los 80 tuvo lugar la construcción del Tribunal Supremo y la National Gallery of Australia. La última novedad notable fue la edificación de la Casa del Parlamento, abierta en 1988.

### Topografía
Canberra, la capital de Australia, es famosa por su topografía y su diseño urbano meticulosamente planificado. Enclavada en el Territorio de la Capital Australiana (ACT), el paisaje de la ciudad se caracteriza por una mezcla de elementos naturales y artificiales que se funden a la perfección para crear un entorno único y pintoresco.
La topografía de Canberra es predominantemente montañosa, con varias colinas y crestas prominentes que ofrecen impresionantes vistas panorámicas de la ciudad y sus alrededores. Black Mountain, Mount Ainslie y Red Hill son algunas de las notables elevaciones que dominan el horizonte. Estas colinas se intercalan con valles y llanuras, creando un paisaje variado y dinámico. El terreno ondulado ofrece miradores naturales y oportunidades recreativas para residentes y visitantes.

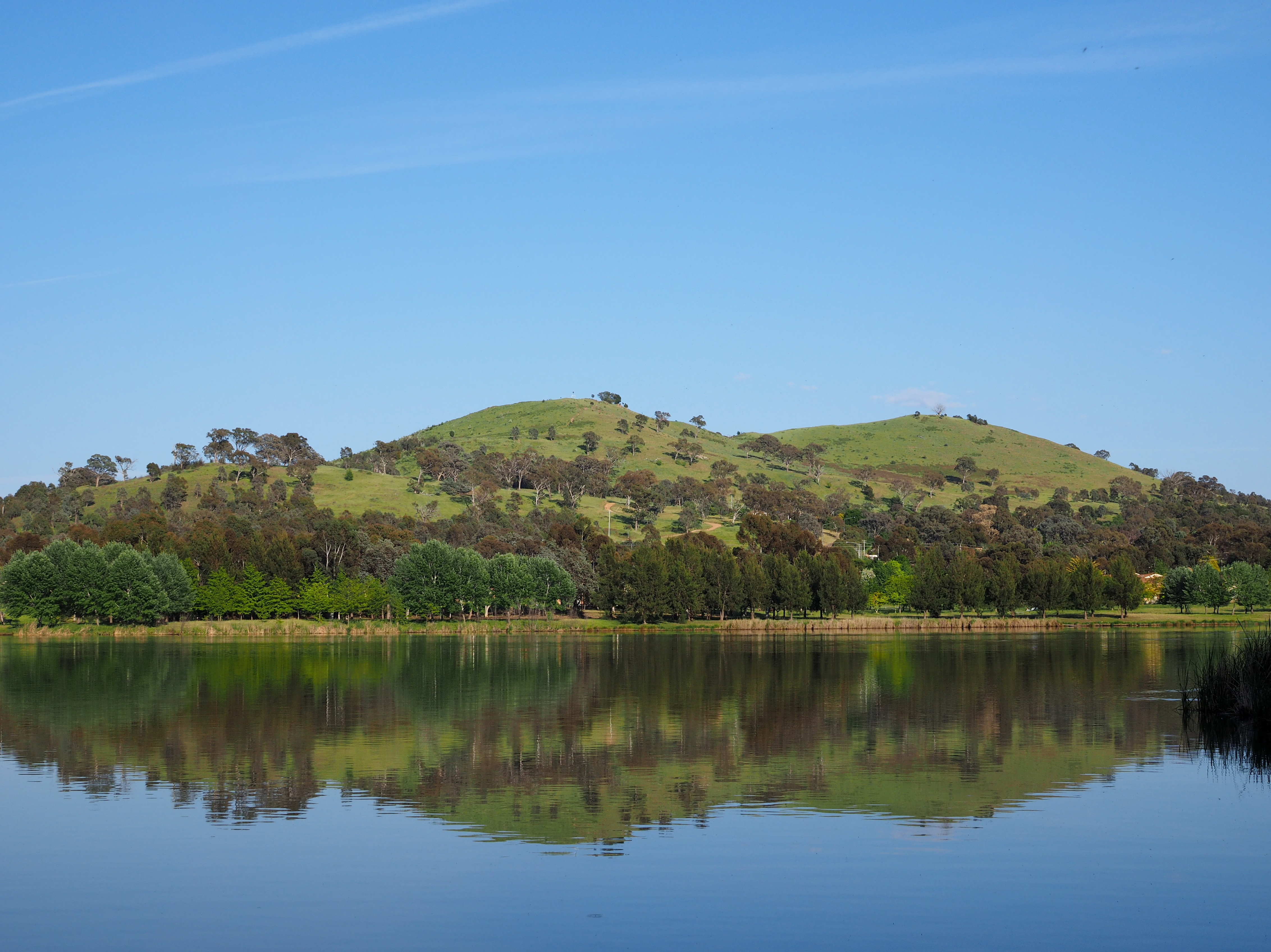
Colinas de Urambi

En el corazón de Canberra se encuentra el lago Burley Griffin, un lago artificial que constituye el elemento central del diseño de la ciudad. El lago se creó embalsando el río Molonglo y debe su nombre a Walter Burley Griffin, el arquitecto estadounidense que diseñó Canberra. El lago Burley Griffin es un centro de actividades recreativas, con sus paseos panorámicos, parques y deportes acuáticos que atraen a lugareños y turistas por igual.
Uno de los aspectos que definen la topografía de Canberra es la perfecta integración del desarrollo urbano con los paisajes naturales. La ciudad se diseñó teniendo en cuenta los principios del Movimiento de Ciudades Jardín, haciendo hincapié en la incorporación de espacios verdes y elementos naturales dentro del entorno urbano. Este enfoque garantiza que los residentes tengan fácil acceso a parques, reservas naturales y senderos para caminar, mejorando la calidad de vida en general.
Al oeste de Canberra, el corredor del río Murrumbidgee constituye un importante elemento natural que enriquece aún más la topografía de la ciudad. El río serpentea por el paisaje, creando escenas pintorescas y ofreciendo un hábitat para una fauna diversa. El corredor del río Murrumbidgee es también un destino popular para los amantes de las actividades al aire libre, ya que ofrece oportunidades para practicar senderismo, observación de aves y pesca.
El Arboreto Nacional de Canberra es otra característica topográfica notable. Situado en el extremo occidental de la ciudad, el arboreto ocupa 250 hectáreas y alberga una vasta colección de árboles raros y en peligro de extinción. El terreno montañoso del arboreto ofrece vistas espectaculares de Canberra y la región circundante, lo que lo convierte en un lugar popular para explorar y disfrutar.
Canberra está rodeada de extensas reservas de matorrales que contribuyen a su singular topografía. Estas reservas, como el Parque Nacional de Namadgi y la Reserva Natural de Tidbinbilla, proporcionan un telón de fondo natural a la ciudad y ofrecen un santuario para la flora y la fauna autóctonas. El accidentado terreno de las reservas de matorral se caracteriza por afloramientos rocosos, densos bosques y prístinos cursos de agua.
La topografía de Canberra ha influido mucho en su desarrollo y planificación urbanos. El trazado de la ciudad sigue un diseño radial, con grandes carreteras y avenidas que irradian desde puntos centrales clave, como Capital Hill y Lake Burley Griffin. Este diseño permite un transporte y una conectividad eficientes, al tiempo que preserva el paisaje natural. Los principios urbanísticos de la ciudad hacen hincapié en el desarrollo sostenible y la conservación de los espacios verdes.

### Geología
Canberra, la capital de Australia, se asienta en una región definida por una compleja historia geológica que abarca cientos de millones de años.  El lecho rocoso que subyace a la ciudad y sus alrededores se compone principalmente de rocas de los periodos Silúrico y Devónico, formadas durante una época de gran actividad tectónica. Estas rocas ofrecen una visión de antiguos entornos y de las fuerzas que dieron forma al paisaje que vemos hoy.
El tipo de roca más prominente que se encuentra en la región de Canberra es la Formación Canberra, una secuencia sedimentaria compuesta principalmente de arenisca, limolita y esquisto.  Estos sedimentos se depositaron en un entorno marino poco profundo durante el periodo Silúrico, hace unos 430 millones de años.  Con el tiempo, estos sedimentos se comprimieron y cementaron, formando las rocas sedimentarias que ahora subyacen en gran parte de la ciudad.  Estas rocas son visibles a menudo en cortes a lo largo de las carreteras y en afloramientos naturales.
Entre las rocas sedimentarias de la Formación Canberra hay intrusiones de rocas ígneas, principalmente granitos y rocas afines. Estas intrusiones se produjeron durante el periodo Devónico, hace aproximadamente 380 millones de años, como resultado de movimientos tectónicos que provocaron el ascenso de roca fundida desde las profundidades de la corteza terrestre.  Estas intrusiones graníticas pueden verse en zonas como Black Mountain y Red Hill, formando rasgos prominentes en el paisaje de Canberra.

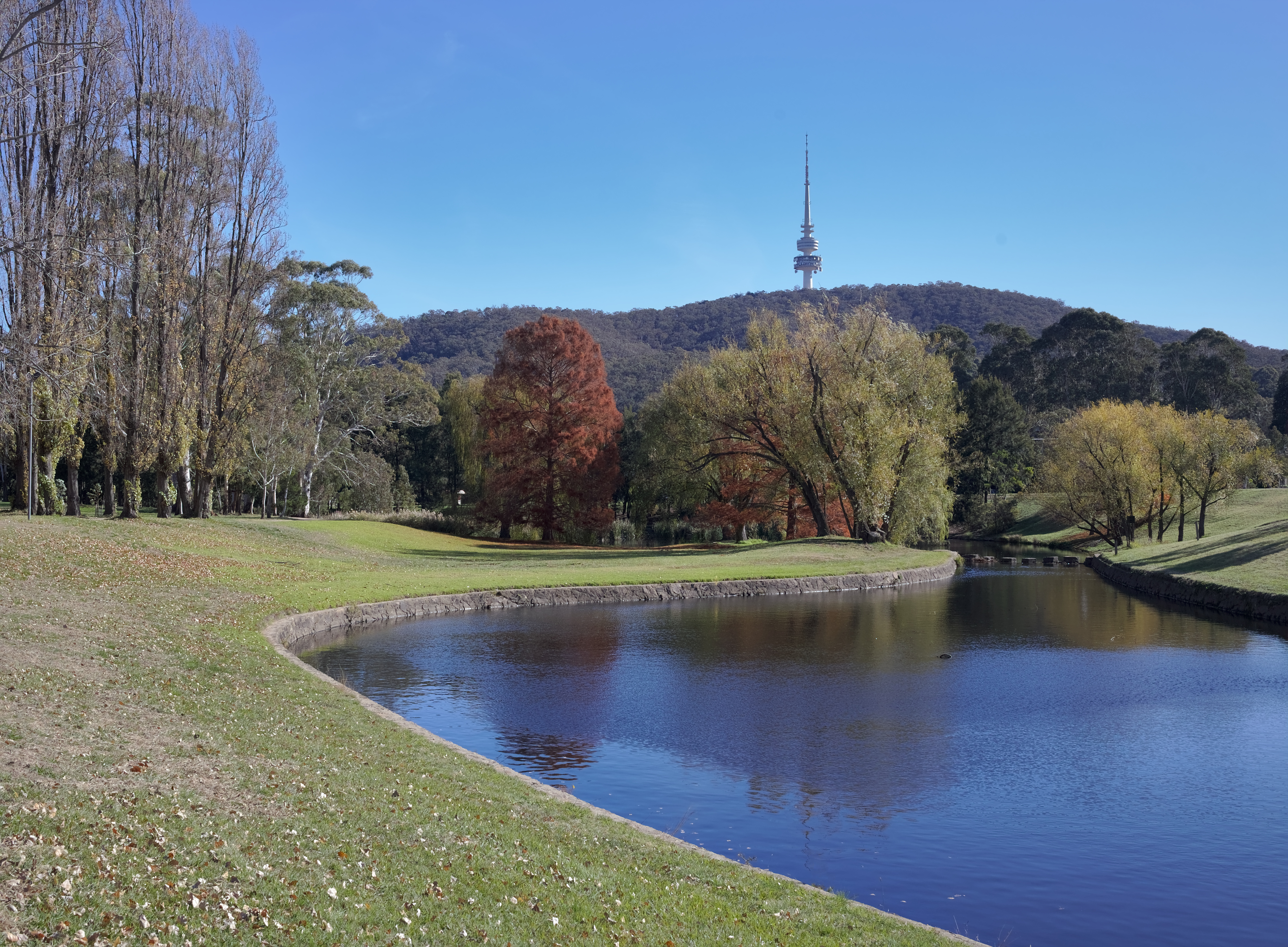
La Montaña Negra

La historia geológica de Canberra también incluye indicios de actividad volcánica.  Aunque no tan extensas como las rocas sedimentarias e ígneas, las rocas volcánicas, como los basaltos, pueden encontrarse en ciertas zonas.  Estas rocas volcánicas representan episodios de erupciones volcánicas que tuvieron lugar durante varios periodos, lo que añade complejidad a la historia geológica de la región.
Tras los principales periodos de formación de rocas, la región de Canberra experimentó periodos de levantamiento y erosión.  Estos procesos modelaron el paisaje, creando los valles y colinas que caracterizan la zona.  El río Molonglo, que atraviesa Canberra, ha desempeñado un papel importante en el modelado del paisaje a lo largo de millones de años.
Durante el Pleistoceno, que abarcó desde hace aproximadamente 2,6 millones de años hasta hace 11.700, la región de Canberra experimentó varias glaciaciones.  Aunque los glaciares no llegaron tan al norte como Canberra, el clima durante estos periodos era mucho más frío, y los procesos periglaciares, como los ciclos de hielo-deshielo, influyeron en el paisaje.
Los suelos de Canberra proceden en gran medida de la meteorización del lecho rocoso subyacente. El tipo de suelo varía en función de la roca madre y la topografía local.  En general, los suelos son moderadamente fértiles y soportan una gran variedad de vegetación.  Sin embargo, algunas zonas tienen suelos poco profundos o mal drenados, lo que puede plantear problemas de desarrollo.
Comprender la geología de Canberra es crucial por varias razones.  Aporta información a las decisiones de planificación urbana, como la ubicación de edificios e infraestructuras.  También ayuda a comprender los riesgos naturales, como los corrimientos de tierras y los terremotos.  Además, la geología de la región proporciona información sobre los entornos pasados y los procesos dinámicos de la Tierra.

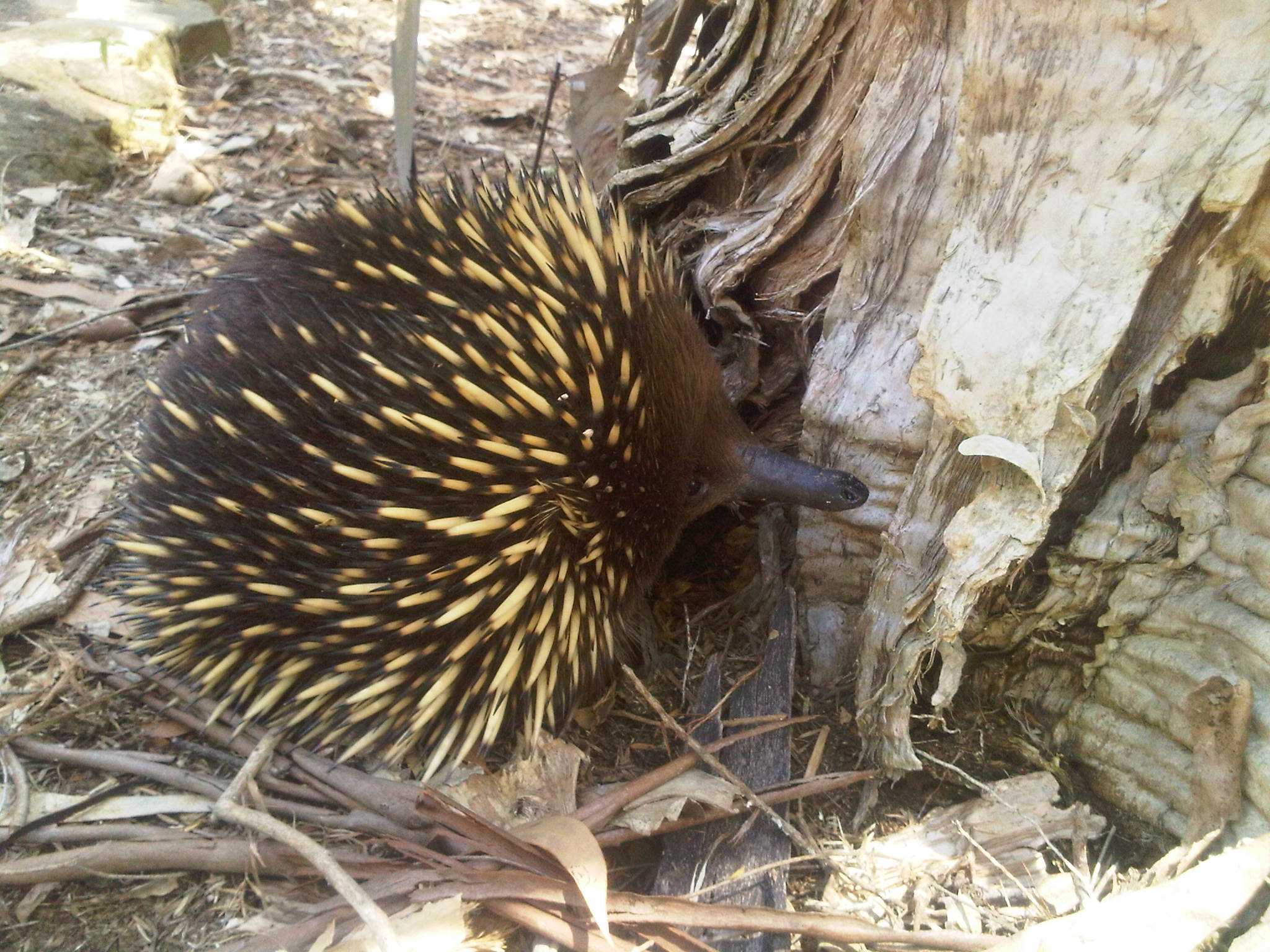
Un equidna de hocico corto o equidna australiano (Tachyglossus aculeatus) en Canberra

### Flora y Fauna
Canberra, la capital de Australia, está enclavada en una zona ecológica única, caracterizada por una mezcla de entornos naturales y modificados por el hombre.  Aunque el desarrollo urbano ha transformado gran parte del paisaje, aún quedan importantes bolsas de flora y fauna autóctonas que contribuyen al carácter distintivo de la ciudad y a su biodiversidad.  Estas zonas naturales restantes son cruciales para mantener el equilibrio ecológico y proporcionar hábitat a diversas especies.
La comunidad vegetal dominante en la región de Canberra es el bosque abierto de eucaliptos, también conocido como «bosque de boj».  Este bosque se caracteriza por una mezcla de especies de eucalipto, como el eucalipto rojo de Blakely (Eucalyptus blakelyi) y el eucalipto amarillo (Eucalyptus melliodora), que proporcionan una cubierta de copas.  El sotobosque está formado por una gran variedad de gramíneas, arbustos y flores silvestres, que varían en función de la ubicación y el tipo de suelo.  Estos bosques no sólo son visualmente atractivos, sino que también desempeñan un papel vital en el mantenimiento de una fauna variada.

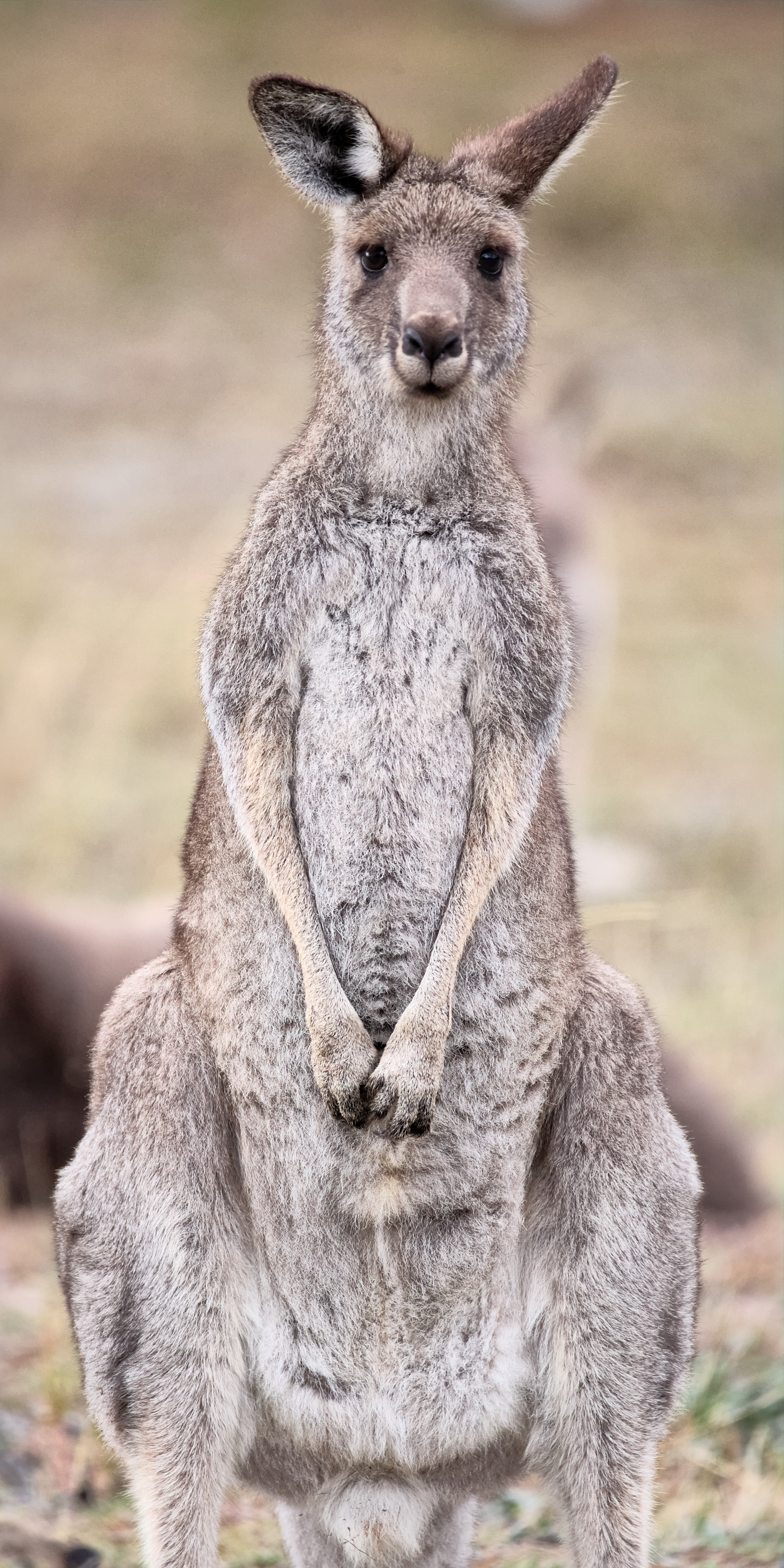
Un canguro gris oriental (Macropus giganteus) en Canberra

En las zonas urbanas de Canberra, muchos de los bosques de eucaliptos originales se han conservado e integrado en parques y reservas.  Estos espacios verdes constituyen un importante hábitat para la fauna y ofrecen a los residentes la oportunidad de conectar con la naturaleza.  El diseño urbano de la ciudad ha incorporado a menudo plantaciones autóctonas, reforzando aún más la presencia de flora autóctona en el entorno construido.  Sin embargo, las especies vegetales introducidas también son comunes en las zonas urbanas, lo que a veces supone una amenaza para los ecosistemas autóctonos.
La fauna de Canberra es diversa e incluye una mezcla de especies autóctonas e introducidas.  Entre los mamíferos autóctonos de la región figuran canguros, ualabíes, zarigüeyas y equidnas.  Estos animales suelen verse en los parques y reservas de la ciudad, sobre todo al amanecer y al atardecer.  Sin embargo, sus poblaciones suelen estar fragmentadas y afectadas por la pérdida de hábitat y la urbanización.
Canberra también alberga una rica diversidad de aves.  Numerosas especies de aves, como urracas, cucaburras, rosellas y meleros, son habituales tanto en zonas urbanas como naturales.  Los lagos y humedales de la ciudad son un importante hábitat para aves acuáticas como patos, cisnes y pelícanos.  La observación de aves es una actividad popular en Canberra, con varios lugares designados para ello en la ciudad y la región circundante.
Los reptiles y anfibios también están presentes en Canberra, aunque suelen ser más esquivos que los mamíferos y las aves.  Lagartos, serpientes y ranas pueden encontrarse en diversos hábitats, como bosques, praderas y humedales.  Estos animales desempeñan un importante papel en el ecosistema, controlando las poblaciones de insectos y otras pequeñas criaturas.
La fauna de insectos de Canberra es increíblemente diversa, aunque a menudo menos visible que la de animales más grandes.  Abejas, mariposas, hormigas y escarabajos son sólo algunos ejemplos de las muchas especies de insectos que habitan la región.  Estos insectos desempeñan papeles cruciales en la polinización, la descomposición y el ciclo de nutrientes.
El gobierno del Territorio de la Capital Australiana y varias organizaciones ecologistas participan activamente en actividades de conservación para proteger la flora y fauna autóctonas de Canberra.  Estos esfuerzos incluyen la restauración del hábitat, el control de las malas hierbas y la gestión de las especies introducidas.  Mediante la conservación y mejora de las zonas naturales que quedan en la ciudad y sus alrededores, Canberra pretende mantener su biodiversidad única y garantizar que las generaciones futuras puedan disfrutar de la rica variedad de vida que habita en la capital.

## Política y Gobierno

### Gobierno local

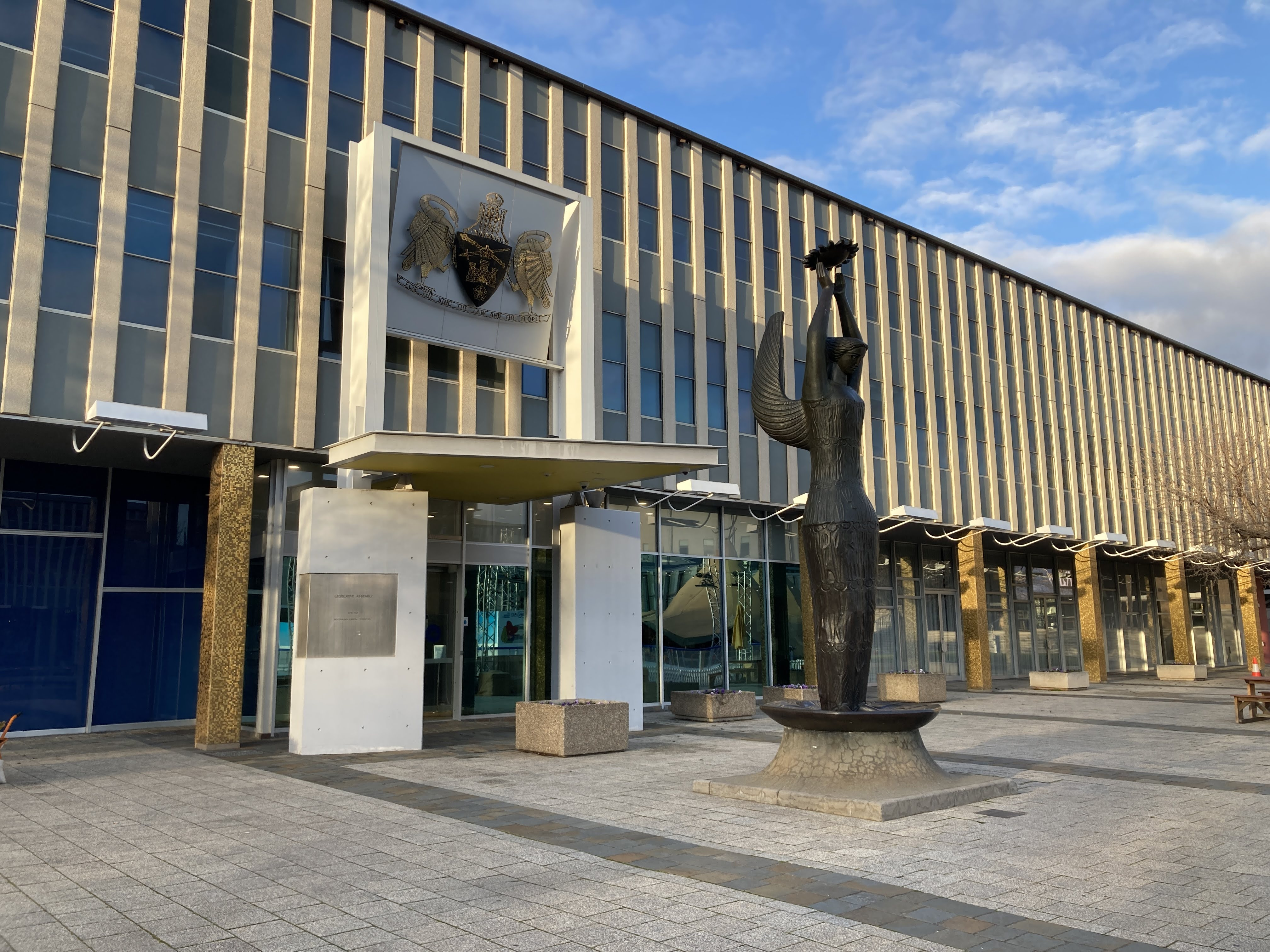
Entrada a la Asamblea Legislativa

No existe ayuntamiento ni gobierno municipal para la ciudad de Canberra. La Asamblea Legislativa del Territorio de la Capital Australiana desempeña las funciones tanto de ayuntamiento para la ciudad como de gobierno del territorio para el resto del Territorio de la Capital Australiana. Sin embargo, la gran mayoría de la población del Territorio reside en Canberra y, por tanto, la ciudad es el principal foco de atención del Gobierno del Territorio de la Capital Australiana.
La asamblea está formada por 25 miembros elegidos en cinco distritos mediante representación proporcional. Los cinco distritos son Brindabella, Ginninderra, Kurrajong, Murrumbidgee y Yerrabi, cada uno de los cuales elige a cinco miembros. El Ministro Principal es elegido por los miembros de la Asamblea Legislativa (MLA) y selecciona a sus colegas para que actúen como ministros junto a él en el Ejecutivo, conocido informalmente como gabinete.
Mientras que, a nivel federal, el ACT ha estado dominado por los laboristas, los liberales han conseguido afianzarse en la Asamblea Legislativa del ACT y estuvieron en el Gobierno durante un período de 6+1⁄2 años, entre 1995 y 2001. Los laboristas recuperaron el control de la Asamblea en 2001. En las elecciones de 2004, el ministro Principal Jon Stanhope y el Partido Laborista obtuvieron 9 de los 17 escaños, lo que les permitió formar el primer gobierno mayoritario del Territorio de la Capital Australiana. Desde 2008, el Territorio de la Capital Australiana ha estado gobernado por una coalición de los laboristas y los verdes. A partir de 2022, el ministro Principal fue Andrew Barr, del Partido Laborista Australiano.

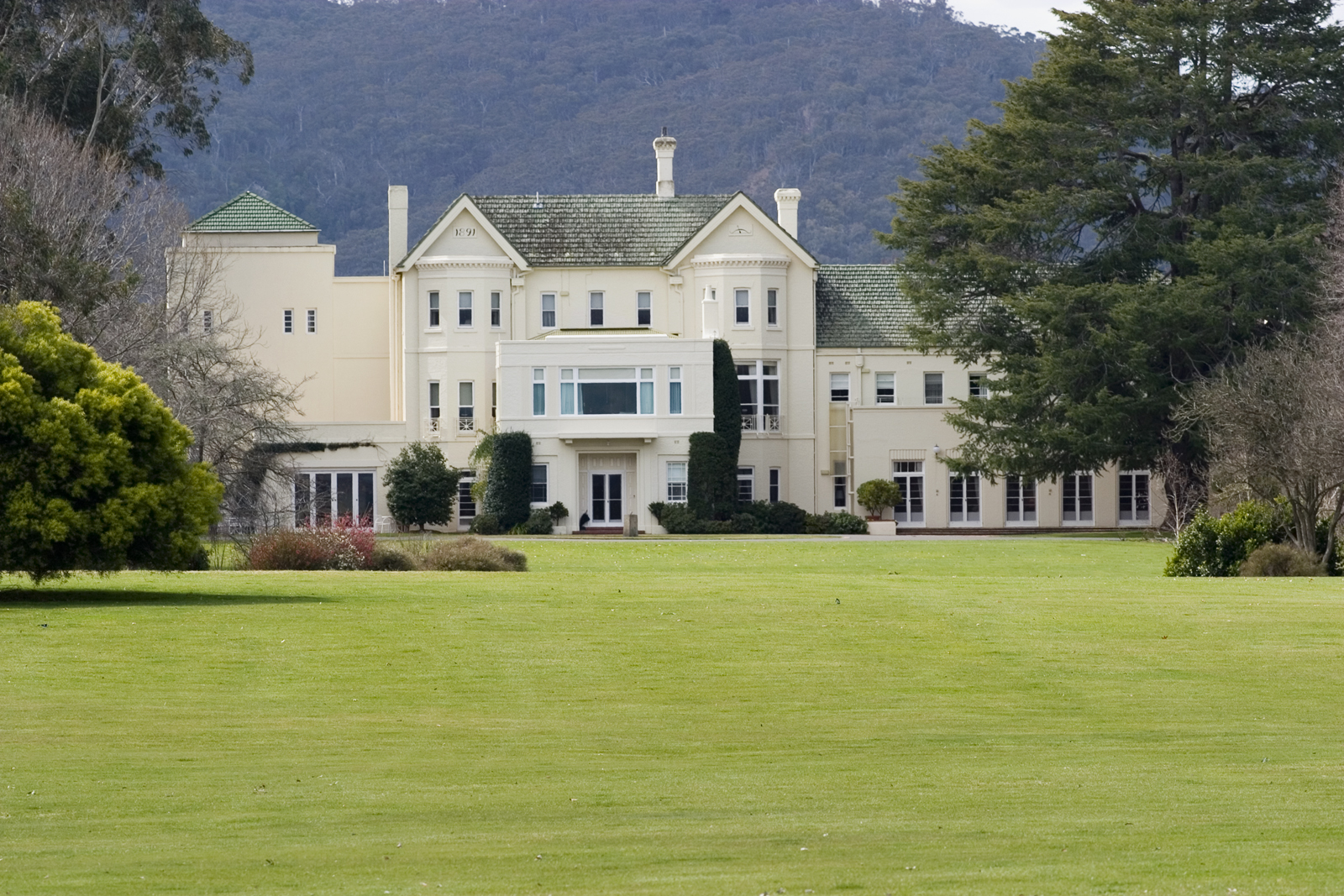
Casa de Gobierno en Canberra sede del Gobernador General

El Gobierno federal australiano conserva cierta influencia sobre el Gobierno del Territorio de la Capital Australiana. En el ámbito administrativo, lo más frecuente es que lo haga a través de las acciones de la Autoridad de la Capital Nacional, que es responsable de la planificación y el desarrollo en zonas de Canberra consideradas de importancia nacional o que son fundamentales para el plan de Griffin para la ciudad, como el Triángulo Parlamentario, el lago Burley Griffin, las principales carreteras de acceso y procesionales, las zonas en las que la Commonwealth conserva la propiedad del suelo o las colinas y crestas no urbanizadas (que forman parte del Parque Natural de Canberra)[[205] El Gobierno nacional también mantiene cierto grado de control sobre la Asamblea del Territorio a través de las disposiciones de la Ley del Territorio de la Capital Australiana (Autogobierno) de 1988, que define el poder legislativo de la Asamblea del Territorio de la Capital Australiana.

### Representación federal
El Territorio de la Capital Australiana obtuvo su primera representación parlamentaria federal en 1949, cuando obtuvo un escaño en la Cámara de Representantes, la División del Territorio de la Capital Australiana Sin embargo, hasta 1966, el miembro del Territorio de la Capital Australiana sólo podía votar en asuntos que afectaran directamente al territorio y no contaba a efectos de formación de gobierno. En 1974, al Territorio de la Capital Australiana se le asignaron dos escaños en el Senado y el escaño de la Cámara de Representantes se dividió en dos. 208] En 1996 se creó un tercero, pero se suprimió en 1998 debido a cambios en la distribución demográfica regional. En las elecciones de 2019, el tercer escaño se ha reintroducido como División de Frijol.
Los escaños de la Cámara de Representantes han estado mayoritariamente en manos del Partido Laborista y normalmente por márgenes holgados. El Partido Laborista ha obtenido al menos siete puntos porcentuales más que el Partido Liberal en todas las elecciones federales desde 1990 y su ventaja media desde entonces ha sido de 15 puntos porcentuales. El ALP y el Partido Liberal ocuparon un escaño en el Senado cada uno hasta las elecciones de 2022, cuando el candidato independiente David Pocock desbancó al candidato liberal Zed Seselja.

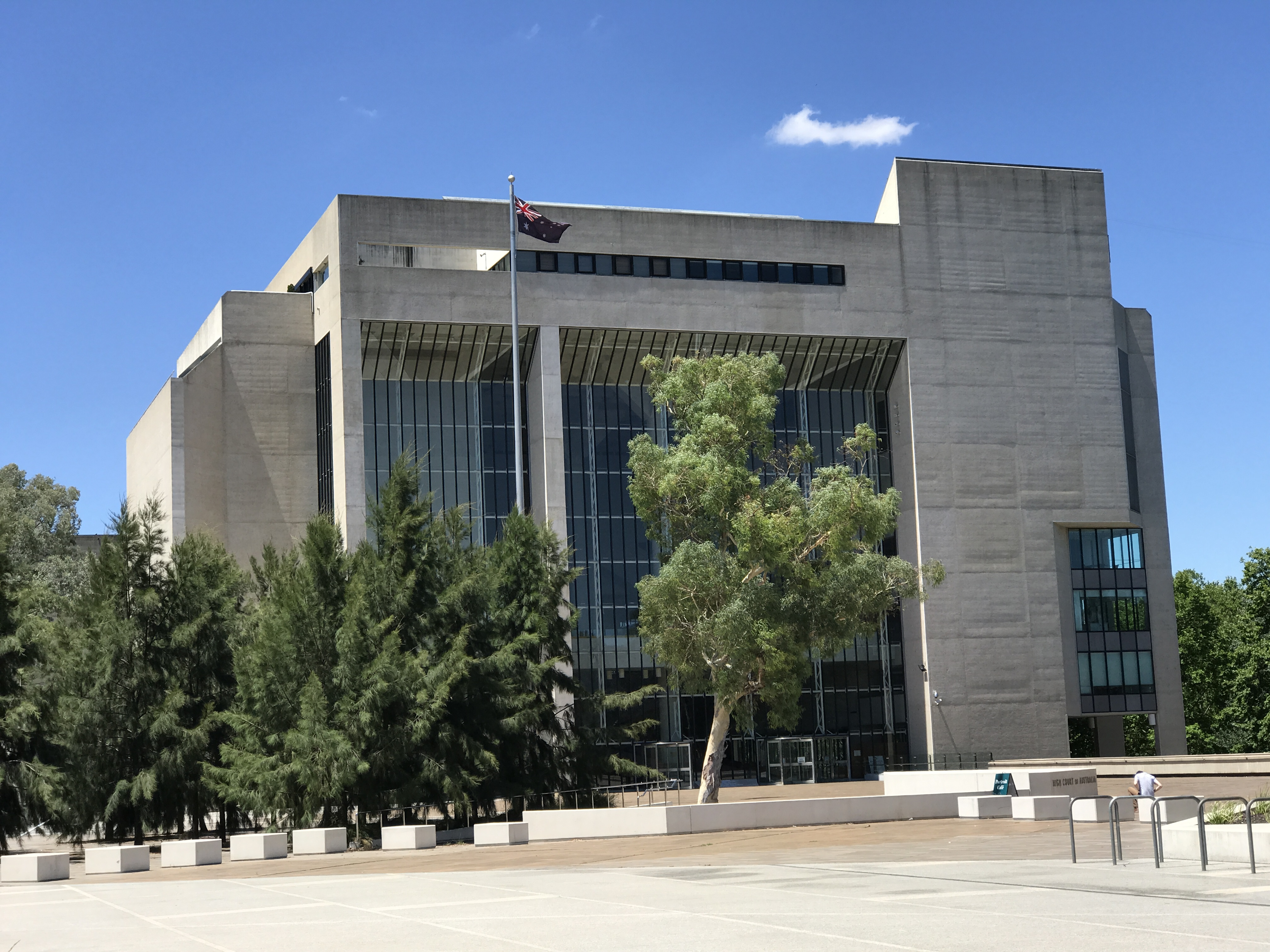
Edificio de la Corte Suprema de Australia

### Poder judicial y policía
La Policía Federal Australiana (AFP) presta todos los servicios de policía en el territorio de manera similar a las fuerzas policiales estatales, en virtud de un acuerdo contractual con el Gobierno del Territorio de la Capital Australiana. La AFP lo hace a través de su brazo de policía comunitaria ACT Policing.
Las personas acusadas de delitos son juzgadas en el Tribunal de Magistrados del Territorio de la Capital Australiana o, para delitos más graves, en el Tribunal Supremo del Territorio de la Capital Australiana. Antes de su cierre en 2009, los presos se encontraban en prisión preventiva en el Centro de Prisión Preventiva de Belconnen, en el Territorio de la Capital Australiana, pero normalmente eran encarcelados en Nueva Gales del Sur. El Centro Alexander Maconochie fue inaugurado oficialmente el 11 de septiembre de 2008 por el entonces Ministro Principal Jon Stanhope. El coste total de la construcción fue de 130 millones de dólares. El Tribunal Civil y Administrativo del Territorio de la Capital Australiana se ocupa de acciones civiles menores y otros asuntos legales diversos.
Canberra tiene la tasa de criminalidad más baja de todas las capitales de Australia a partir de 2019. A partir de 2016, los delitos más comunes en el Territorio de la Capital Australiana fueron los relacionados con la propiedad, la entrada ilegal con intención y el robo de vehículos de motor. Afectaron a 2.304 y 966 personas (580 y 243 por cada 100.000 personas, respectivamente). El homicidio y los delitos relacionados -asesinato, intento de asesinato y homicidio involuntario, pero excluyendo la conducción que causa la muerte y la conspiración para asesinar- afectan a 1,0 por cada 100.000 personas, por debajo de la media nacional de 1,9 por cada 100.000 personas. Las tasas de agresiones sexuales (64,4 por cada 100.000 personas) también están por debajo de la media nacional (98,5 por cada 100.000). Sin embargo, las estadísticas de delincuencia de 2017 mostraron un aumento en algunos tipos de delitos personales, especialmente robos, hurtos y agresiones.

## Demografía

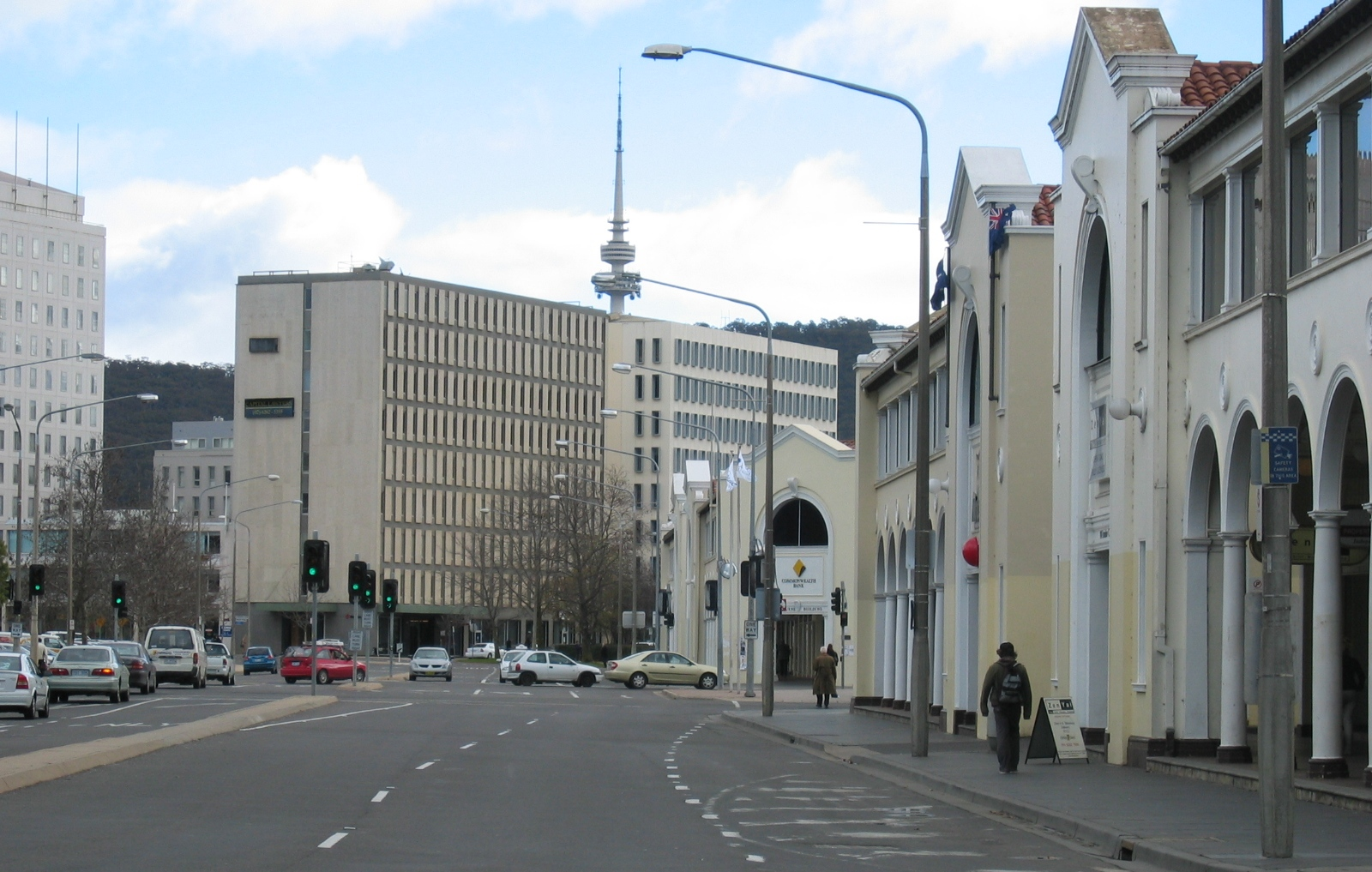
Calle Civic de Canberra, con la Torre Telstra al fondo.

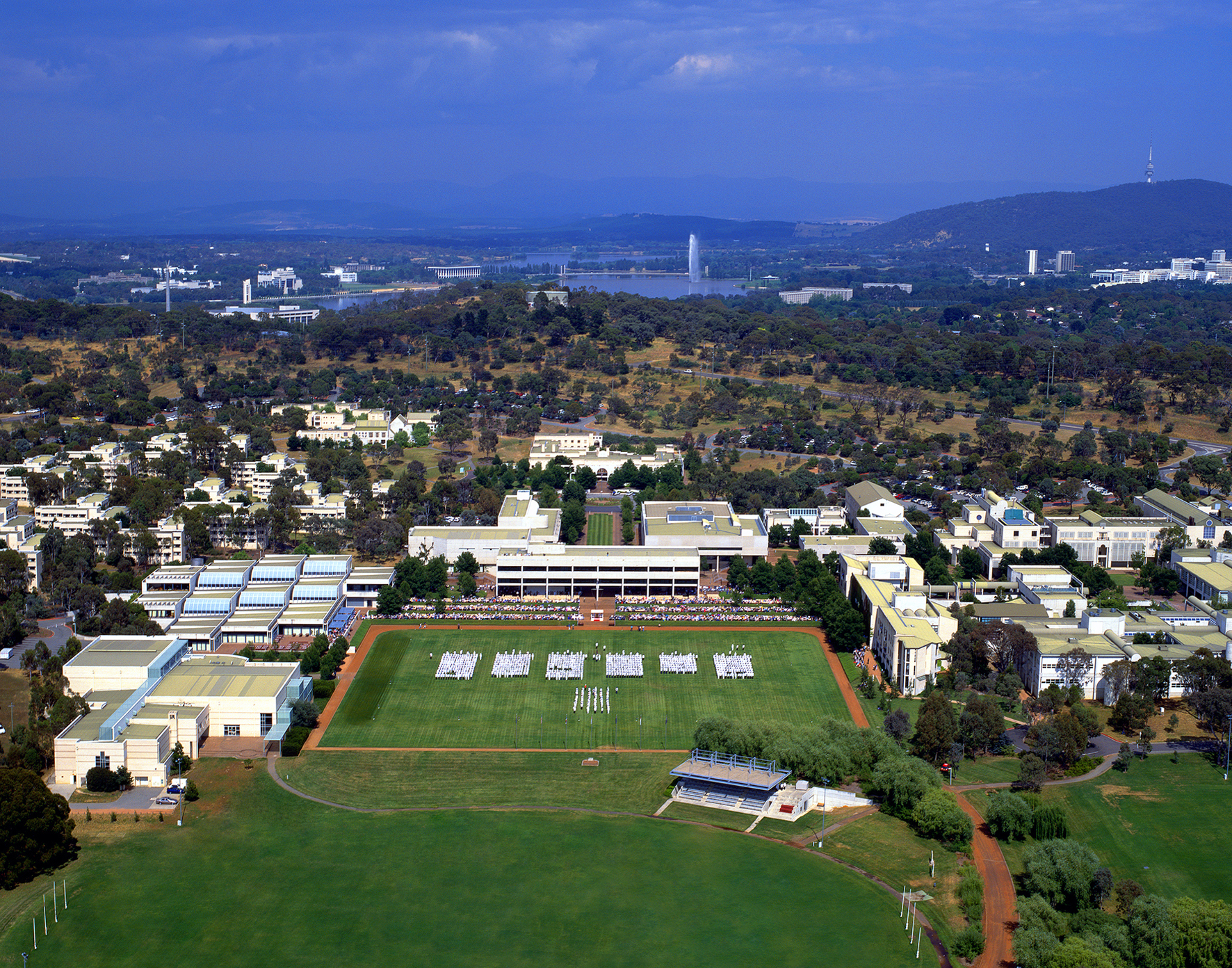
Academia de la Fuerza de Defensa de Australia

Según el censo de 2021, Canberra tiene una población de 452 670 habitantes y una densidad de 560 habitantes por kilómetro cuadrado. El 2,0 % de la población tiene orígenes indígenas y el 32,5 % nació en el extranjero. El 3,8 % de los habitantes nacieron en India y el 2,9 % nacieron en Inglaterra. La mayoría de los habitantes (el 71,2 %) tienen como lengua materna el inglés.
La población de Canberra es relativamente joven, móvil y educada. La media de edad se sitúa en los 35 años y un 17,9 % de la población total tiene 65 años o más. El 43 % de los habitantes de la ciudad de más de 15 años de edad tienen como mínimo el grado de bachillerato, dato notablemente superior si tenemos en cuenta que la media nacional es de 26,3 %.
El 27,5 % de los habitantes se describen a sí mismos como cristianos, la mayoría católicos y anglicanos. El 9,7 % son no cristianas y el 43,5 % no se considera religioso.
En 2002 la mayoría de los crímenes perpetrados en Canberra fueron delitos contra la propiedad, tales como intentos y robos consumados de vehículos de motor. Afectan a 1961 personas y a 630 de cada 100 000, respectivamente. Los homicidios en general afectan a 1,5 de cada 100 000, lo cual está por debajo de los 4,9 de la media nacional. La media de asaltos y agresiones sexuales son también inferiores a la media australiana.

### Educación
Las dos universidades más importantes son la Universidad Nacional de Australia (ANU por sus siglas en inglés), en el barrio de Acton, y la University of Canberra (UC), en el de Bruce. La ANU fue fundada en 1946 como una universidad de investigación y continúa hoy en día realizando estas labores, siendo incluida entre las mejores universidades del mundo por la revista londinense Times Higher Education y por los ranking Shanghai Jiao Tong World University. Tanto la ANU como la UC posee campus dentro del estado y en otros puntos del país como en Kioloa, Nueva Gales del Sur o Darwin. Existen también dos campus de universidades religiosas en Canberra: Signadou en el barrio de Watson, en el norte de la ciudad, es campus de la Australian Catholic University; y St Mark's Theological College, junto a la Casa del parlamento, que es un campus de la Charles Sturt University.

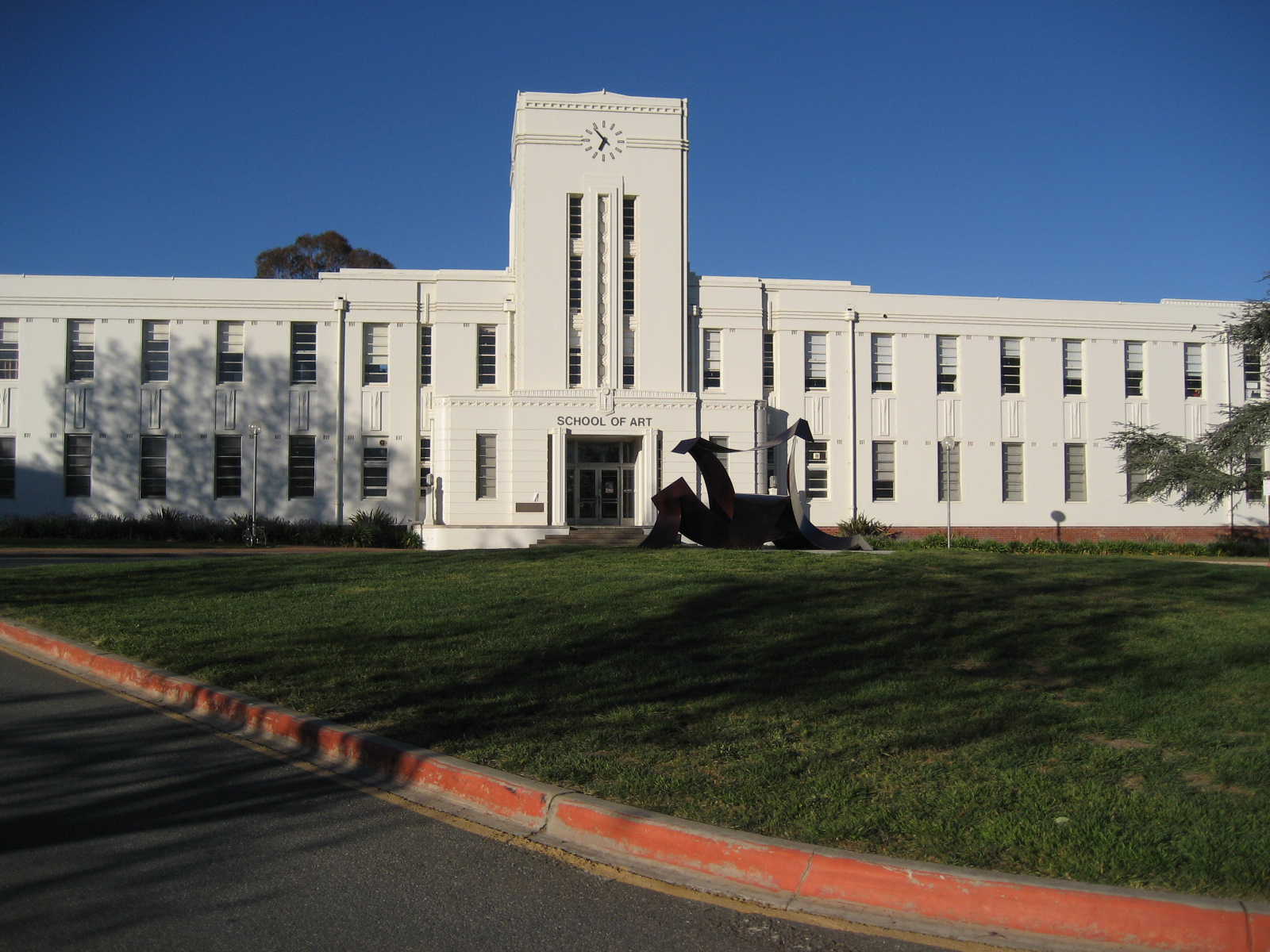
Escuela de Arte de la ANU.

Las academias militares de Canberra son la Australian Defence Force Academy (ADFA) y la Royal Military College, y están situadas al noreste de la ciudad, en el barrio de Campbell. También es uno de los centros destacados el Canberra Institute of Technology.

### Sanidad
En Canberra hay dos grandes hospitales públicos. El Hospital de Canberra, conocido antiguamente como Woden Valley Hospital, localizado en Garran y con capacidad para 500 camas; y el Calvary Public Hospital, situado en el barrio de Bruce y con 174 camas. Ambos hospitales son también centros docentes, ya que colaboran estrechamente con la Escuela de Enfermería de la Universidad de Canberra y con el John Curtin School of Medical Research, uno de los centros de investigación biomédicos más importantes de Australia. El hospital privado más grande de Canberra es el John James Memorial Hospital, en Deakin. El Royal Canberra Hospital fue un antiguo hospital situado en la península de Acton, junto al Lago Burley Griffin, pero fue demolido en 1997 tras una gran polémica para la creación del Museo Nacional de Australia.

### Lenguas

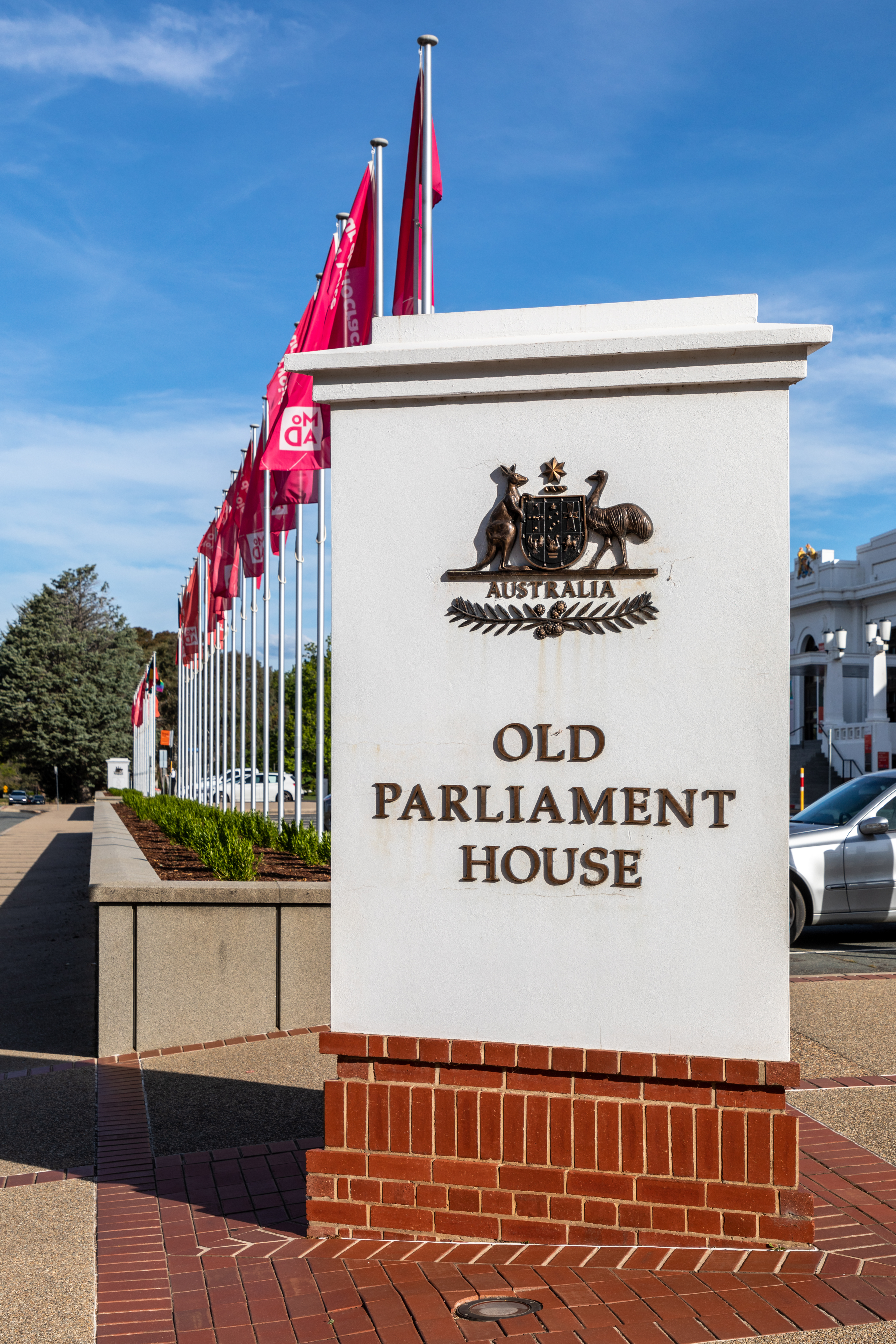
Un cartel en Canberra escrito en Inglés

Canberra, la capital de Australia, presenta un fascinante paisaje lingüístico conformado por su historia, demografía y contexto nacional. Aunque el inglés es la lengua dominante, reflejo de la condición de Australia como nación anglófona, la población de Canberra es cada vez más diversa, lo que da lugar a un vibrante tapiz de lenguas habladas en la ciudad. Esta diversidad lingüística contribuye significativamente a la identidad multicultural de Canberra y presenta tanto oportunidades como retos para la comunidad.
El inglés, como lengua del gobierno, la educación y los principales medios de comunicación, es la principal lengua utilizada en la vida pública de Canberra. Es la lengua de enseñanza en escuelas y universidades, la lengua de los negocios y el comercio, y la lengua utilizada en las comunicaciones oficiales. La inmensa mayoría de los habitantes de Canberra utilizan el inglés como lengua materna o principal, lo que garantiza su predominio en el paisaje lingüístico de la ciudad. Sin embargo, este predominio no resta importancia a otras lenguas habladas en la comunidad.   
El Territorio de la Capital Australiana (ACT), donde se encuentra Canberra, tiene un firme compromiso con el multiculturalismo y reconoce el valor de la diversidad lingüística. Este compromiso se refleja en diversas políticas e iniciativas gubernamentales destinadas a apoyar y promover el uso de lenguas distintas del inglés. Estas iniciativas incluyen la prestación de servicios lingüísticos en ámbitos como la sanidad, la educación y los servicios comunitarios, así como el apoyo a escuelas de idiomas y organizaciones culturales de la comunidad.   
El crecimiento de la población multicultural de Canberra ha sido un motor clave de su diversidad lingüística. La inmigración procedente de diversas partes del mundo ha traído a la ciudad una gran riqueza de lenguas, enriqueciendo su tejido cultural. Comunidades de países como China, India, Vietnam, Italia y muchos otros se han establecido en Canberra, trayendo consigo sus lenguas y tradiciones culturales. Esta afluencia de lenguas ha creado un vibrante entorno multilingüe, sobre todo en determinados suburbios y núcleos comunitarios.

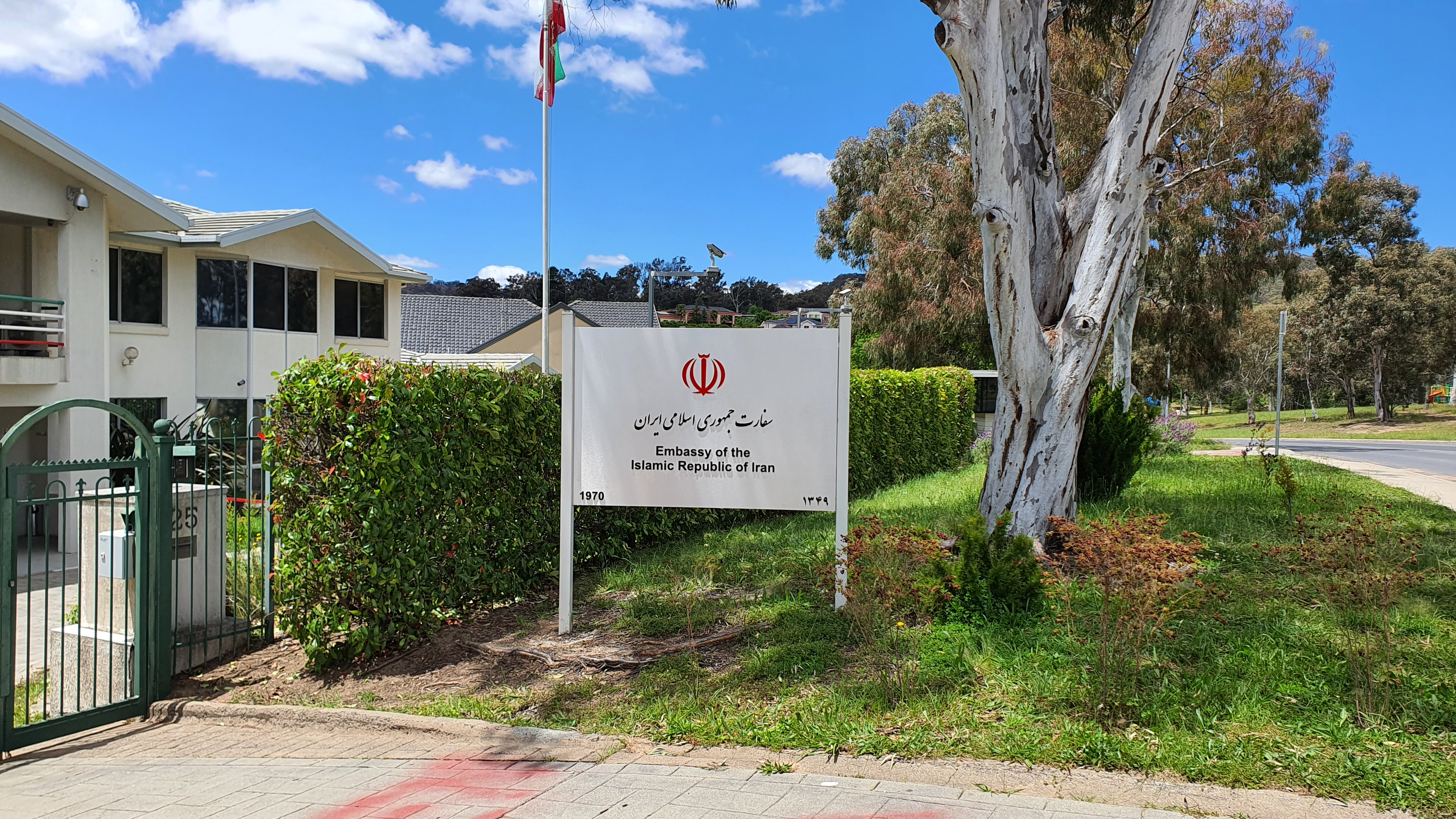
Un cartel en la embajada de Irán en Canberra escrito en inglés y persa

Entre las lenguas más habladas en Canberra, además del inglés, están el chino mandarín, el vietnamita, el cantonés, el italiano y varias lenguas del sur de Asia, como el hindi y el punjabi. Estas lenguas se hablan a menudo en el seno de familias, grupos comunitarios y organizaciones culturales, contribuyendo al rico tapiz cultural de la ciudad. La presencia de estas lenguas también se refleja en la disponibilidad de tiendas de comestibles étnicas, restaurantes y eventos culturales que atienden a comunidades lingüísticas específicas.   
La presencia de estas diversas lenguas tiene un impacto significativo en varios aspectos de la vida en Canberra. En la educación, las escuelas de idiomas comunitarias desempeñan un papel vital en el mantenimiento y la transmisión de las lenguas patrimoniales a las generaciones más jóvenes. Estas escuelas ofrecen a los niños la oportunidad de aprender sus lenguas ancestrales y conectar con su patrimonio cultural. En sanidad, el acceso a intérpretes y material traducido es crucial para garantizar una comunicación eficaz entre los profesionales sanitarios y los pacientes de diversos orígenes lingüísticos.   
El panorama económico de Canberra también se ve influido por su diversidad lingüística. El bilingüismo y el multilingüismo se reconocen cada vez más como activos valiosos en la mano de obra, sobre todo en sectores como el turismo, el comercio internacional y los servicios gubernamentales. Las empresas que pueden atender a clientes de diversos orígenes lingüísticos tienen una ventaja competitiva en el mercado global.   

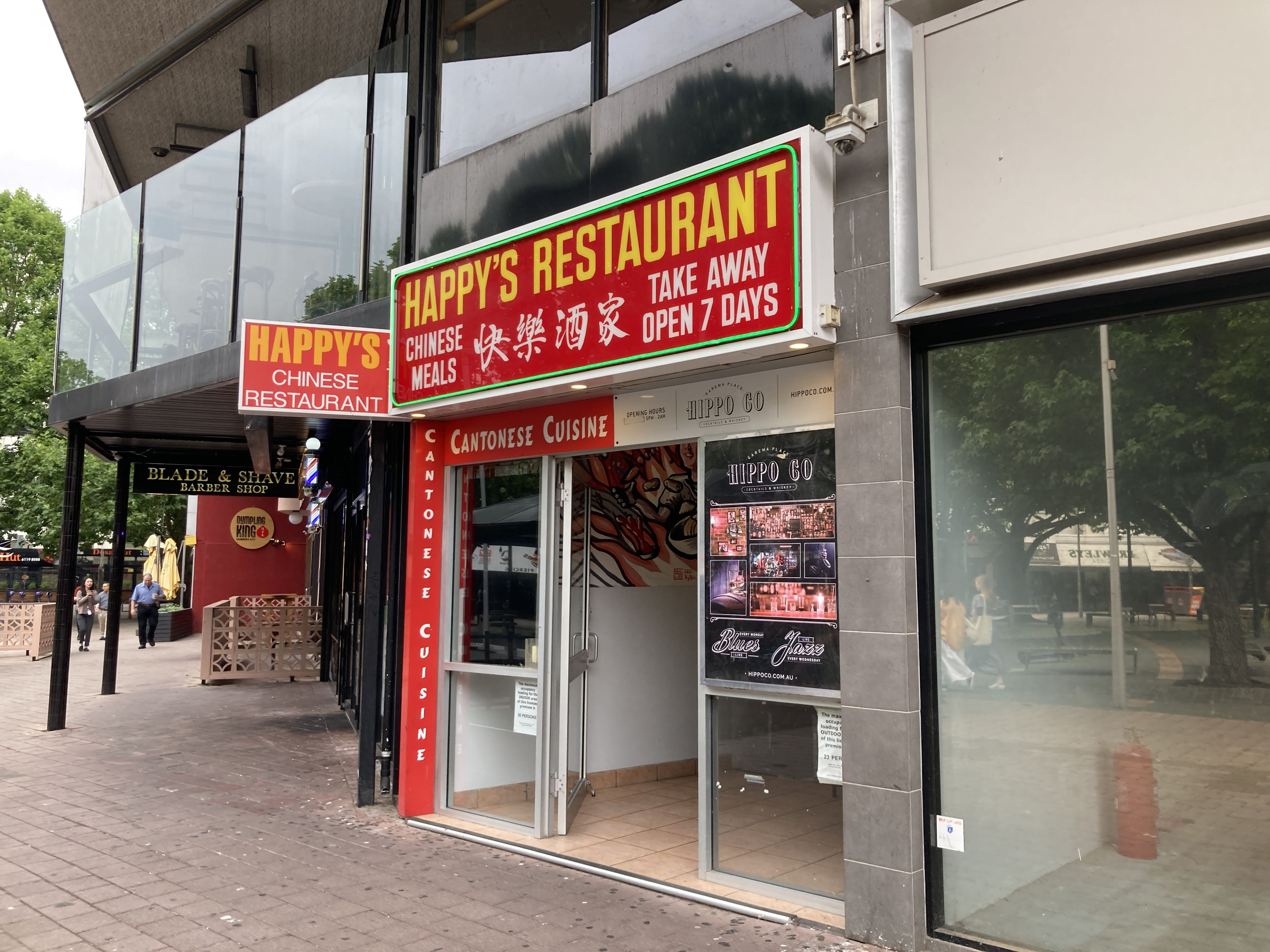
Cartel en un restaurante de Canberra escrito en inglés y chino mandarín

Sin embargo, la diversidad lingüística de Canberra también plantea ciertos retos. Garantizar un acceso equitativo a los servicios a las personas que hablan lenguas distintas del inglés puede resultar complejo. Proporcionar servicios adecuados de interpretación y traducción en diversos sectores requiere importantes recursos y una cuidadosa planificación. Además, promover la inclusión social y la integración de personas de diversos orígenes lingüísticos es un esfuerzo continuo.
A pesar de estos retos, la diversidad lingüística de Canberra es un activo importante. Contribuye a la vibrante escena cultural de la ciudad, refuerza sus conexiones con la comunidad mundial y mejora su competitividad económica. Al acoger y apoyar la diversidad lingüística, Canberra puede crear un entorno más integrador y acogedor para todos sus residentes.
De cara al futuro, es probable que el panorama lingüístico de Canberra siga evolucionando a medida que la ciudad crece y se diversifica. La inmigración continua, la globalización y los avances tecnológicos influirán en la configuración de las lenguas habladas en la ciudad. Invirtiendo en educación lingüística, servicios de interpretación e iniciativas comunitarias que promuevan el entendimiento intercultural, Canberra puede garantizar que su diversidad lingüística siga siendo una fuente de fortaleza y enriquecimiento para toda la comunidad.

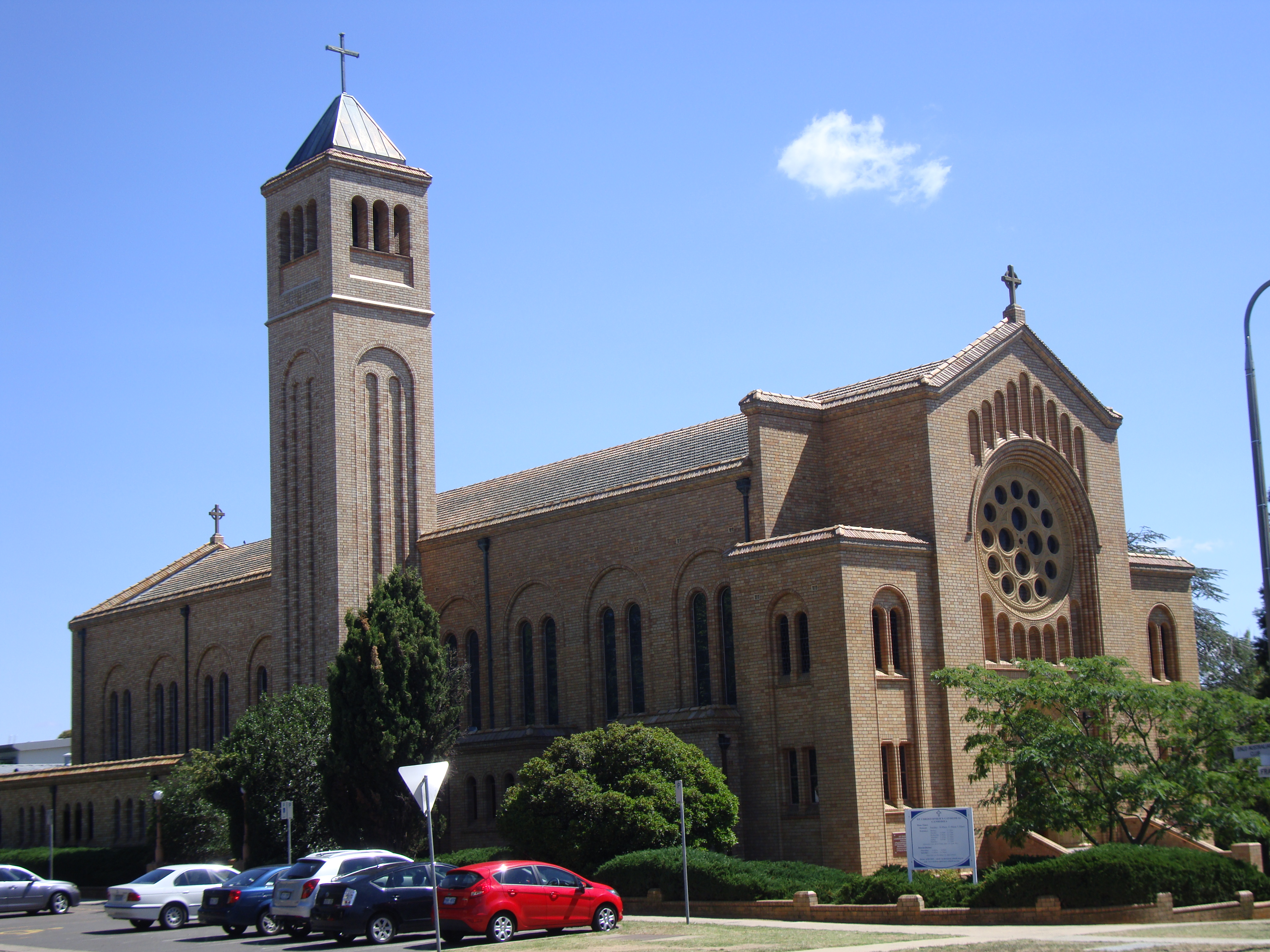
La Catedral católica de San Cristóbal en Canberra

### Religión
Canberra, la capital de Australia, refleja la evolución del panorama religioso del país, que ha pasado de una base predominantemente cristiana a una sociedad más diversa y laica. Aunque el cristianismo, en particular las confesiones anglicana y católica, desempeñó un papel importante en el desarrollo inicial de la ciudad y sigue ocupando un lugar en la comunidad, la composición religiosa de Canberra es cada vez más plural.  Este cambio se debe en gran medida a la inmigración, la secularización y el creciente reconocimiento de diversas creencias y prácticas espirituales.   
Históricamente, las iglesias cristianas han ocupado un lugar central en la vida de la comunidad de Canberra, proporcionando no sólo orientación espiritual, sino también servicios sociales y centros comunitarios.  Catedrales e iglesias salpicaban el paisaje, representando a las diversas confesiones cristianas que se establecieron en la ciudad. Estas instituciones desempeñaron un papel vital en la formación del tejido social de la primera Canberra, influyendo en los valores de la comunidad y proporcionando redes de apoyo a los residentes.  Sin embargo, a medida que Canberra crecía y se diversificaba, también lo hacía su demografía religiosa.   

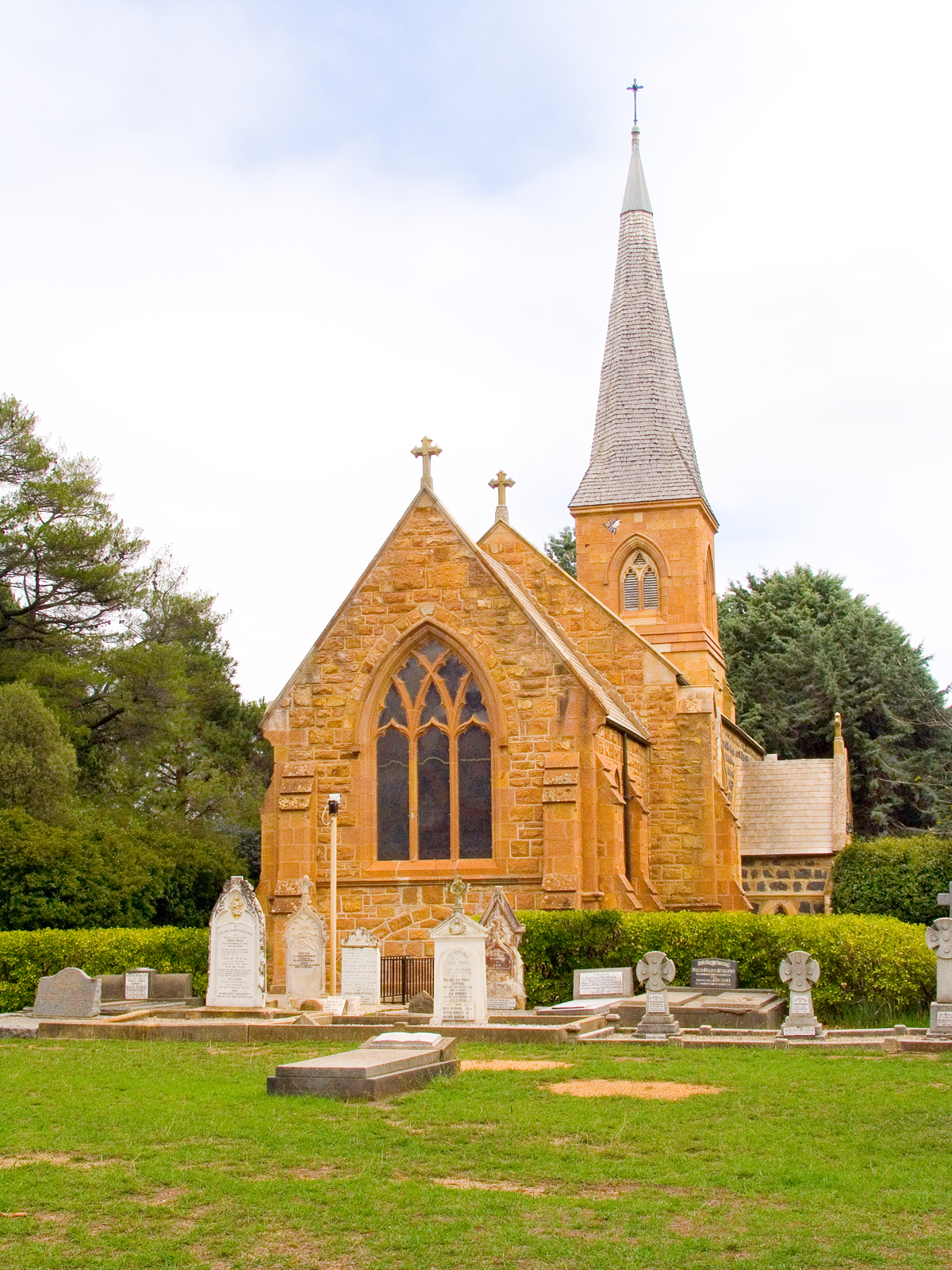
La Iglesia Anglicana de San Juan Bautista

La afluencia de inmigrantes de diversas partes del mundo ha introducido en Canberra multitud de confesiones, enriqueciendo su tapiz religioso.  El budismo, el islam, el hinduismo, el judaísmo, el sijismo y otras tradiciones religiosas han establecido su presencia en la ciudad, con lugares de culto dedicados y organizaciones comunitarias que atienden a sus respectivos seguidores.  Esta diversidad religiosa ha añadido una nueva dimensión al paisaje cultural de Canberra, fomentando el diálogo interreligioso y promoviendo el entendimiento entre las distintas comunidades religiosas.
El auge del laicismo es otra tendencia significativa que configura el paisaje religioso de Canberra.  Como muchas sociedades occidentales, Australia ha experimentado un creciente número de personas que se identifican como no religiosas o agnósticas.  Esta tendencia se refleja en Canberra, donde cada vez más residentes no se identifican con ninguna confesión religiosa en particular.  Esta secularización ha provocado un descenso de la asistencia a los servicios religiosos tradicionales y un cambio hacia prácticas espirituales más individualizadas.   
A pesar de la creciente diversidad y secularismo, las instituciones religiosas siguen desempeñando un papel importante en la comunidad de Canberra.  Muchas organizaciones religiosas participan activamente en los servicios sociales, prestando asistencia a las personas vulnerables y contribuyendo al bienestar de la comunidad.  Estas organizaciones trabajan a menudo más allá de las fronteras religiosas, colaborando en iniciativas que benefician a la comunidad en general.

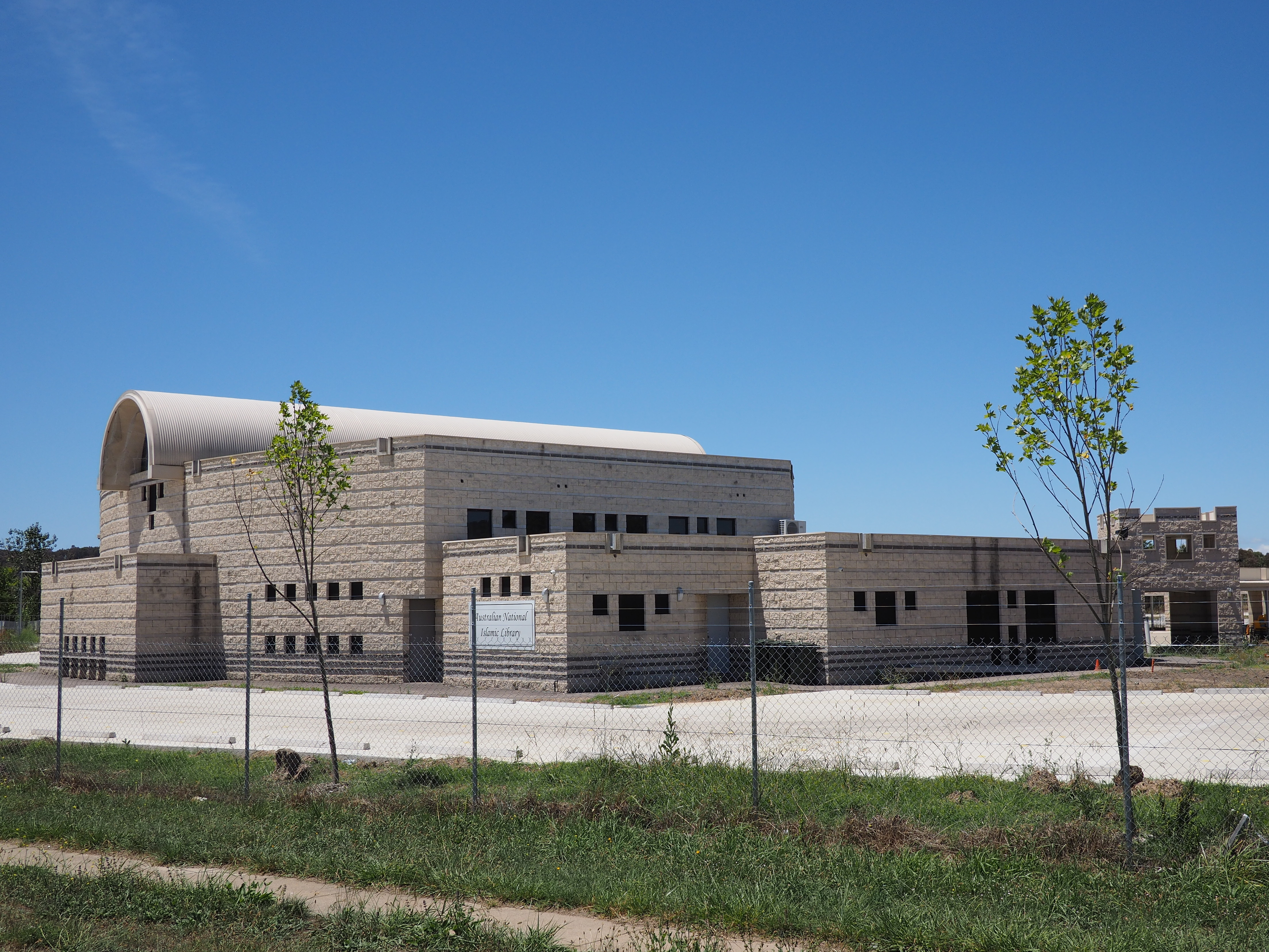
Centro Islámico de Canberra

El diálogo y la cooperación interconfesionales son cada vez más importantes en el diverso entorno religioso de Canberra.  Diversas organizaciones e iniciativas promueven el entendimiento y el respeto entre las distintas comunidades religiosas, fomentando la cohesión social y trabajando por objetivos comunes. Estos esfuerzos pretenden tender puentes entre las distintas confesiones, fomentando el diálogo y la colaboración en asuntos de interés común.   
El gobierno del Territorio de la Capital Australiana (ACT) reconoce la importancia de la libertad religiosa y apoya el derecho de las personas a practicar su fe sin discriminación.  La legislación protege a las instituciones religiosas y a las personas contra la discriminación por razón de sus creencias religiosas.  El gobierno también colabora con las comunidades religiosas para garantizar que sus necesidades se tienen en cuenta en la elaboración de políticas y la prestación de servicios.   
De cara al futuro, se prevé que el panorama religioso de Canberra siga evolucionando.  La continua inmigración y los continuos cambios en los valores sociales diversificarán aún más la composición religiosa de la ciudad.  Aceptar esta diversidad y fomentar un entorno inclusivo en el que se respeten todas las creencias religiosas es crucial para la armonía social y la prosperidad continuas de Canberra.  La capacidad de la ciudad para navegar por su cambiante panorama religioso será un factor clave en la configuración de su futuro como comunidad multicultural y acogedora.

## Economía
Según el censo de 2021, la tasa de desempleo en Canberra es del 3,8 %, menor que la tasa nacional, que es del 5,1 %. Como resultado de una baja tasa de desempleo y un buen nivel del sector público, Canberra posee el promedio más alto de ingresos de todas las capitales australianas. 

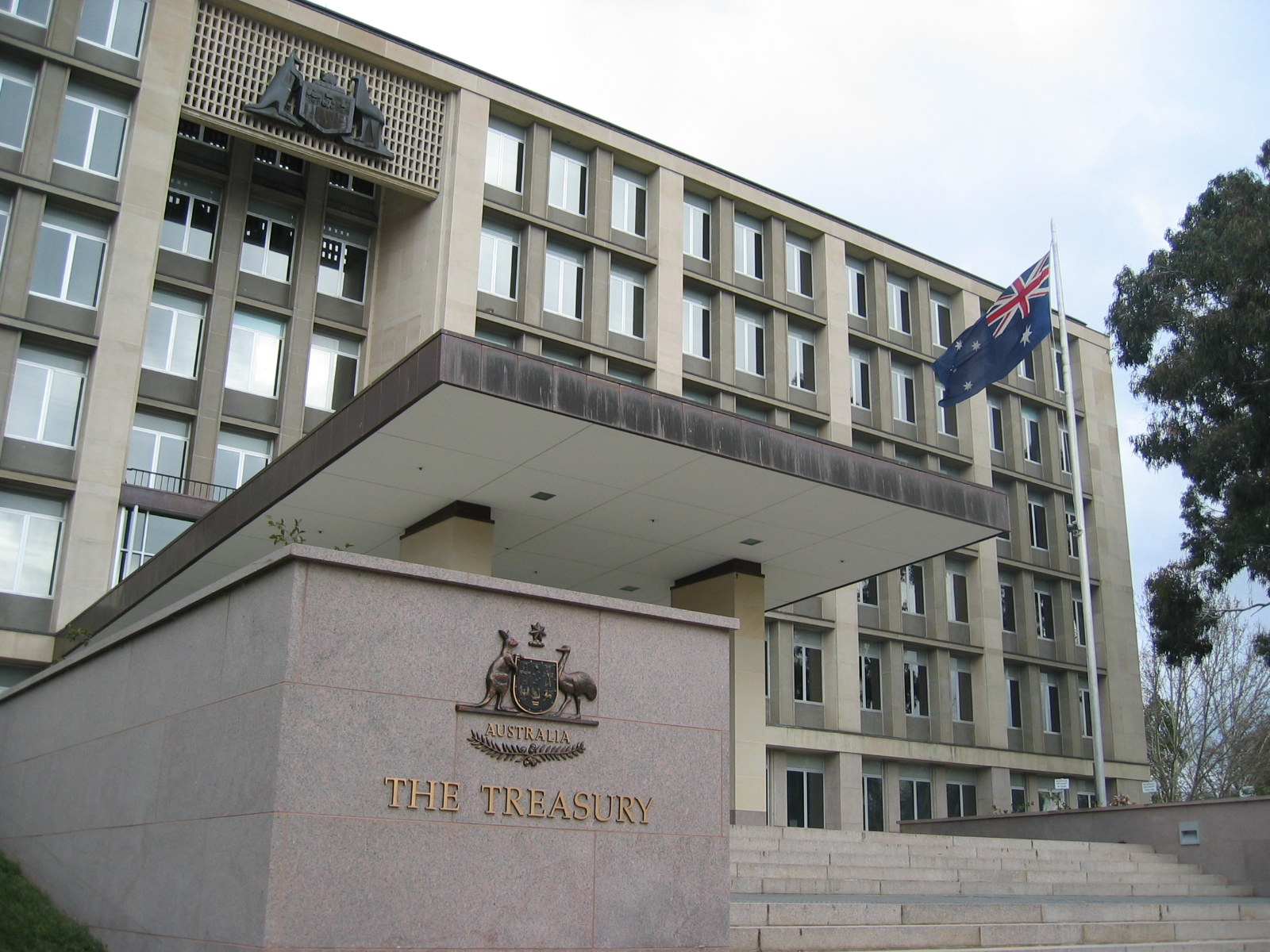
La Tesorería de Australia en Canberra.

Los ingresos semanales promedio de la localidad son de 1 204 dólares australianos, superior a la media nacional de $805.
El precio medio de una vivienda en Canberra a junio de 2005 era de $352 500, un precio más bajo que Sídney, Melbourne y Perth, pero más alto que el resto de capitales estatales del país. Posteriormente los precios comenzaron a subir en la ciudad hasta llegar en septiembre de 2006 hasta los $375 000 y a los $411 305 en noviembre de 2006. El alquiler semanal que se paga en Canberra es superior a los alquileres que se pagan en otros estados y territorios de Australia. Según el censo de 2021, el precio medio del alquiler de una vivienda es de $450  a la semana, superior a la media del país, que es de $375.

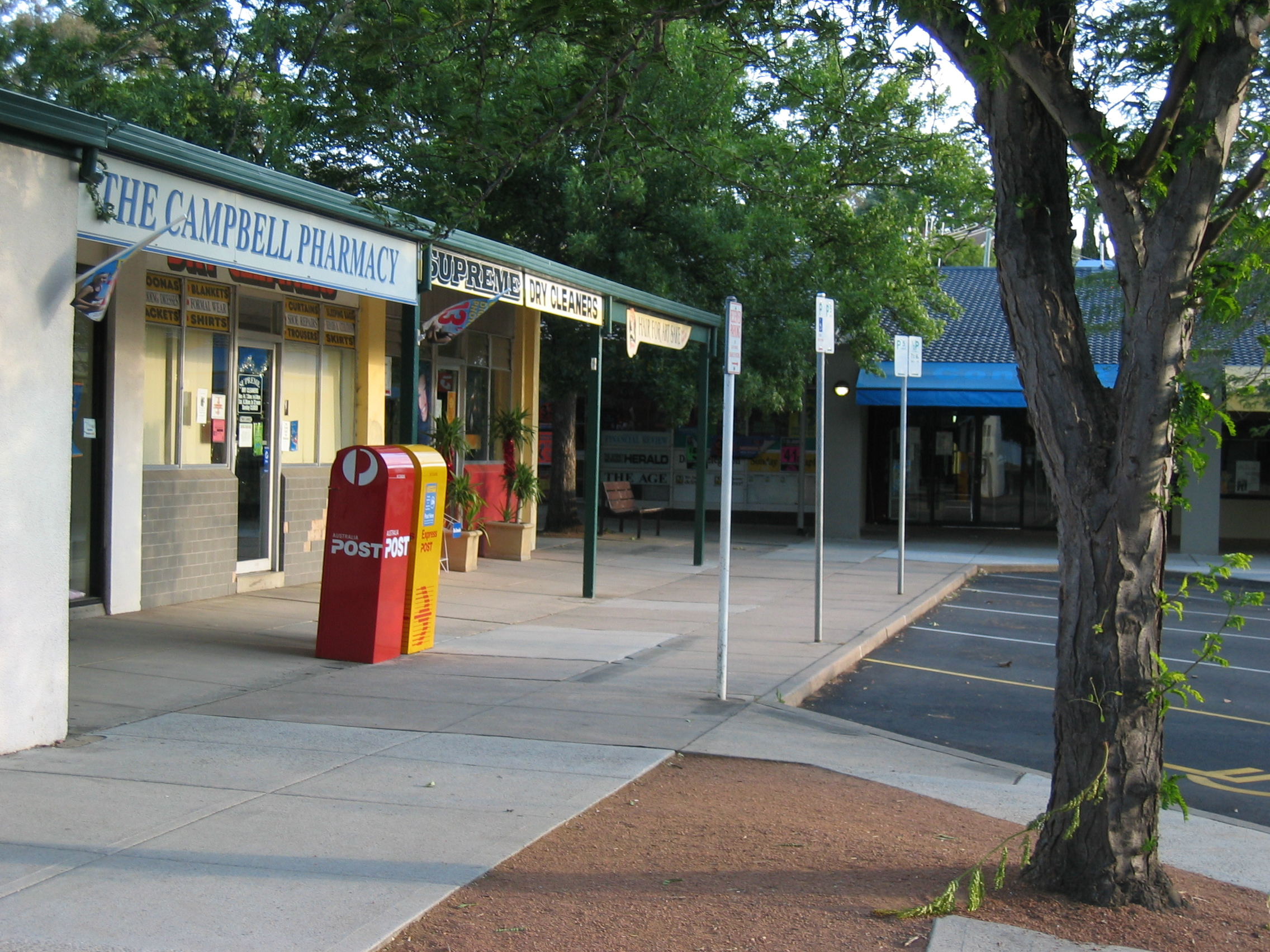
Tiendas Campbell en Blamey Cres.

La industria principal de la ciudad es la administración gubernamental y Defensa, que cubre el 26,1 % de Producto Territorial Bruto del curso 2003/04 y daba empleo al 40 % de los canberranos. En 2021 el porcentaje ha caído al 25,6 %. Los principales trabajadores del sector público incluyen los funcionarios parlamentarios y los empleados de los departamentos gubernamentales como el Departamento de Defensa, de Finanzas, Asuntos Exteriores y Tesorería. Un importante número de bases de la Australian Defence Force están localizadas en o cerca de Canberra, siendo los más destacados las oficinas de las Fuerzas Australianas y HMAS Harman, un centro de comunicaciones navales. La antigua RAAF Fairbairn, base aérea adyacente al Aeropuerto Internacional de Canberra, fue vendida a los dueños del aeropuerto, pero continúa siendo utilizada para los vuelos vip de las fuerzas armadas.
Un reciente número de distribuidores de software se está trasladando a Canberra. Algunos de ellos son QSP, Tower Software, RuleBurst y The Distillery. Los servicios de negocios, construcción, sanidad y servicios comunitarios, así como la educación, son los otros contribuyentes notables a la economía de Canberra.
El turismo también juega un papel importante en la economía de la ciudad. El centro comercial más famoso de la ciudad es el Westfield Belconnen, que cuenta con todo tipo de tiendas y restaurantes. Los distritos de Manuka y Kingston albergan también otros centros populares. Las zonas de compras más destacadas se encuentran en City Walk, Garema Place y en el centro de Canberra.

## Servicios Públicos
La empresa pública Icon Water gestiona las infraestructuras de agua y alcantarillado de Canberra. ActewAGL es una empresa conjunta de ACTEW y AGL, y es el proveedor minorista de los servicios públicos de Canberra, que incluyen agua, gas natural, electricidad y también algunos servicios de telecomunicaciones a través de una filial TransACT.
El agua de Canberra se almacena en cuatro embalses: las presas de Corin, Bendora y Cotter, en el río Cotter, y la presa de Googong, en el río Queanbeyan. Aunque la presa de Googong está situada en Nueva Gales del Sur, la gestiona el gobierno del Territorio de la Capital Australiana. Icon Water es propietaria de las dos depuradoras de aguas residuales de Canberra, situadas en Fyshwick y en el curso bajo del río Molonglo.
La electricidad de Canberra procede principalmente de la red eléctrica nacional a través de las subestaciones de Holt y Fyshwick (a través de Queanbeyan). La energía se suministró por primera vez desde la Kingston Powerhouse, cerca del río Molonglo, una central térmica construida en 1913, pero que se cerró definitivamente en 1957. El Territorio de la Capital Australiana cuenta con cuatro parques solares, inaugurados entre 2014 y 2017: Royalla (potencia nominal de 20 megavatios, 2014), Mount Majura (2,3 MW, 2016), Mugga Lane (13 MW, 2017) y Williamsdale (11 MW, 2017) Además, numerosas casas de Canberra cuentan con paneles fotovoltaicos o sistemas de agua caliente solar. En 2015 y 2016, los sistemas solares en tejados respaldados por la tarifa de alimentación del Gobierno del Territorio de la Capital Australiana tenían una capacidad de 26,3 megavatios y producían 34 910 MWh. En el mismo año, los sistemas apoyados por minoristas tenían una capacidad de 25,2 megavatios y exportaron 28.815 MWh a la red (no se registró la energía consumida localmente).
No hay generadores eólicos en Canberra, pero se han construido o se están construyendo o proyectando varios en la cercana Nueva Gales del Sur, como el parque eólico Capital Wind Farm, de 140,7 megavatios. El Gobierno del Territorio de la Capital Australiana anunció en 2013 que elevaba el objetivo de que la electricidad consumida en el Territorio de la Capital Australiana procediera de fuentes renovables hasta el 90% en 2020, aumentando el objetivo de 210 a 550 megavatios. En febrero de 2015 anunció que tres parques eólicos de Victoria y Australia Meridional suministrarían 200 megavatios de capacidad; se espera que estén operativos en 2017. En diciembre de 2015 y marzo de 2016 se anunciaron contratos para la compra de otros 200 megavatios de energía de dos parques eólicos de Australia Meridional y Nueva Gales del Sur. El Gobierno del Territorio de la Capital Australiana anunció en 2014 que se pondrían a disposición hasta 23 megavatios de derechos de tarifas de alimentación para el establecimiento de una instalación en el Territorio de la Capital Australiana o en la región circundante para quemar residuos domésticos y empresariales con el fin de producir electricidad para 2020.
El ACT tiene la tasa más alta con acceso a Internet en casa (94% de los hogares en 2014-15).

## Cultura
Canberra cuenta con una amplia oferta cultural que incluye cines, teatros, museos, galerías de arte, actividades deportivas y al aire libre, compras, parques y zonas naturales.

### Atracciones

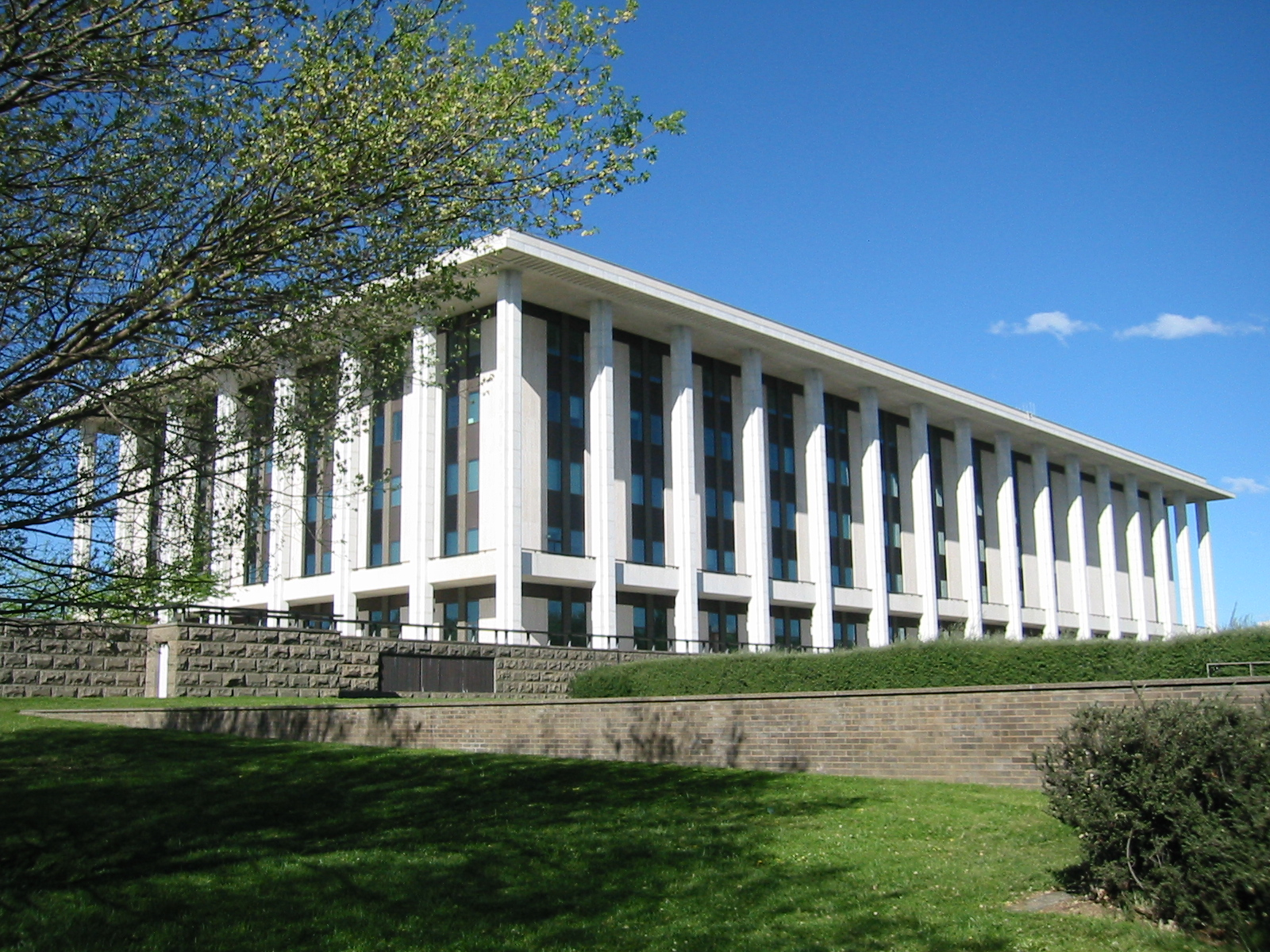
La Biblioteca Nacional de Australia.

En Canberra se puede disfrutar de una serie de lugares que son símbolos de la propia ciudad y de Australia. Algunas de las instituciones y monumentos más importantes de Canberra son el Australian War Memorial, homenaje que rindió la ciudad a los caídos en combate durante las guerras en las que han participado las fuerzas australianas. Hasta el memorial se llega mediante la ANZAC Parade, una amplia calle que suele ser testigo de desfiles militares y que debe su nombre a las fuerzas australianas y neozelandesas (Australian and New Zealand Army Corps) de la Primera Guerra Mundial. La National Gallery of Australia alberga gran cantidad de documentos y material histórico procedente de las culturas aborigen, australiana y asiática. Entre su oferta artística internacional destacan obras de Pollock y Rubens. La Vieja Casa del Parlamento es uno de los lugares más visitados, al igual que la Biblioteca Nacional, los Archivos Nacionales y el Museo Nacional. La Biblioteca es uno de los símbolos culturales de Canberra y dispone de 220 kilómetros de estanterías, mientras que el Museo Nacional fue catalogado en 2005 como una de las atracciones nacionales.
Hay una gran cantidad de edificios gubernamentales abiertos al público. El más importante sin duda es la Casa del Parlamento, seguida de la Tribunal Supremo de Australia y la Real Casa de la Moneda de Australia. El Lago Burley Griffin es otro de los lugares más destacados de la ciudad capitalina, y es el lugar donde se encuentra el Captain Cook Memorial y el Carillón Nacional. Otros sitios de gran interés es la Torre Telstra, los Australian National Botanic Gardens, que reúnen la mayor colección de flora australiana del mundo, el National Zoo & Aquarium o el espectacular National Dinosaur Museum, donde pueden tocarse incluso restos del mítico tiranosaurio rex.

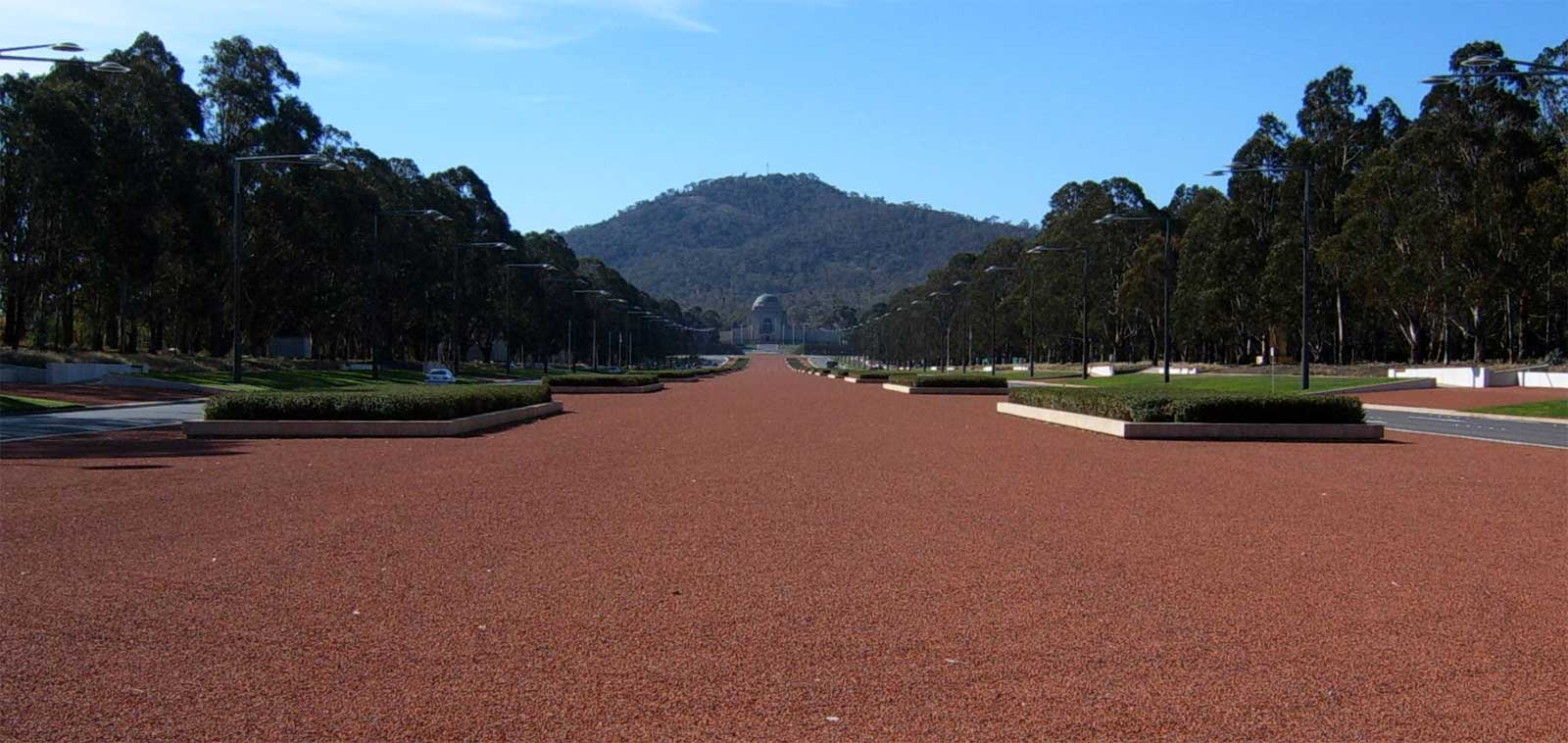
La ANZAC Parade, al fondo el Australian War Memorial.

La música y el teatro tienen también su cabida en Canberra. El Canberra Theatre and Playhouse alberga la mayoría de los grandes festivales de música, conciertos y demás producciones. Otro importante edificio relacionado con la música es el Llewellyn Hall (situado dentro del ANU School of Music). El Street Theatre, situado en Childers Street, es el lugar donde se dan cita las compañías profesionales y amateur del teatro. El Albert Hall fue el primer lugar de representaciones artísticas, abierto en 1928. Fue, de hecho, la primera actuación de compañías como la Canberra Repertory Society y la Canberra Philharmonic Society.

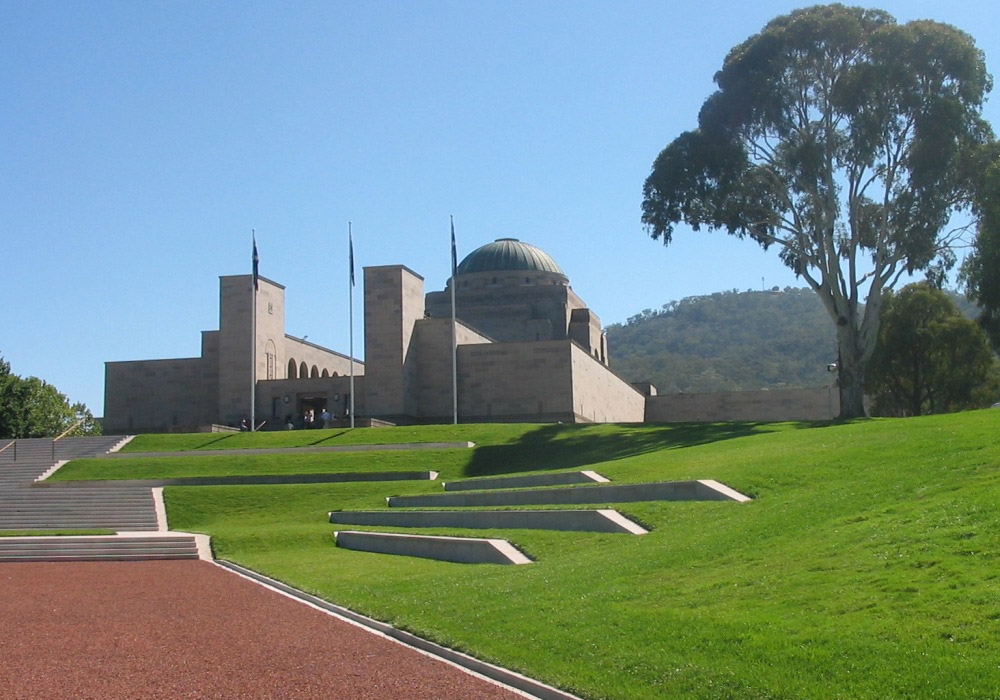
Monumento de Guerra Australiano

El Stonefest, celebrado en la Universidad de Canberra, es el festival musical más importante de la ciudad y de Canberra proceden el dúo de hip-hop Koolism. Hay una gran cantidad de bares y clubes que ofrecen música y actuaciones en vivo, especialmente en las zonas de Dickson, Kingston y en la zona Centro. Entre los eventos y festivales más importantes de la ciudad destacan el National Folk Festival, el Royal Canberra Show (una feria agrícola de gran tradición), el festival automovilístico Summernats, el Canberra Multicultural Festival de febrero y el festival Celebrate Canberra que se celebra durante diez días de marzo junto al Canberra Day, el día de la ciudad. 
Pero el festival más esperado de los canberranos es el Floriade, fiesta de un mes de duración (entre septiembre y octubre) en la que toda la ciudad se engalana de flores. Esta festividad incluye también todo tipo de espectáculos tales como música, actividades de ocio, seminarios o concursos de diseño paisajístico. Lleva celebrándose desde 1998, año en que se celebró el 75.º aniversario de la fundación de Canberra y el bicentenario de Australia, y desde el éxito de aquella cita se decidió celebrarla anualmente.

### Medios de comunicación
Como capital de Australia, Canberra es el centro más importante de gran parte de la información política del país y, por ello, todos los principales medios de comunicación, incluida la Australian Broadcasting Corporation, las cadenas comerciales de televisión y los periódicos metropolitanos mantienen oficinas locales. Las organizaciones de noticias están representadas en la tribuna de prensa, un grupo de periodistas que informan sobre el parlamento nacional. El Club Nacional de Prensa de Australia, en Barton, retransmite regularmente por televisión sus almuerzos, en los que un invitado destacado, normalmente un político u otra figura pública, pronuncia un discurso seguido de una sesión de preguntas y respuestas.

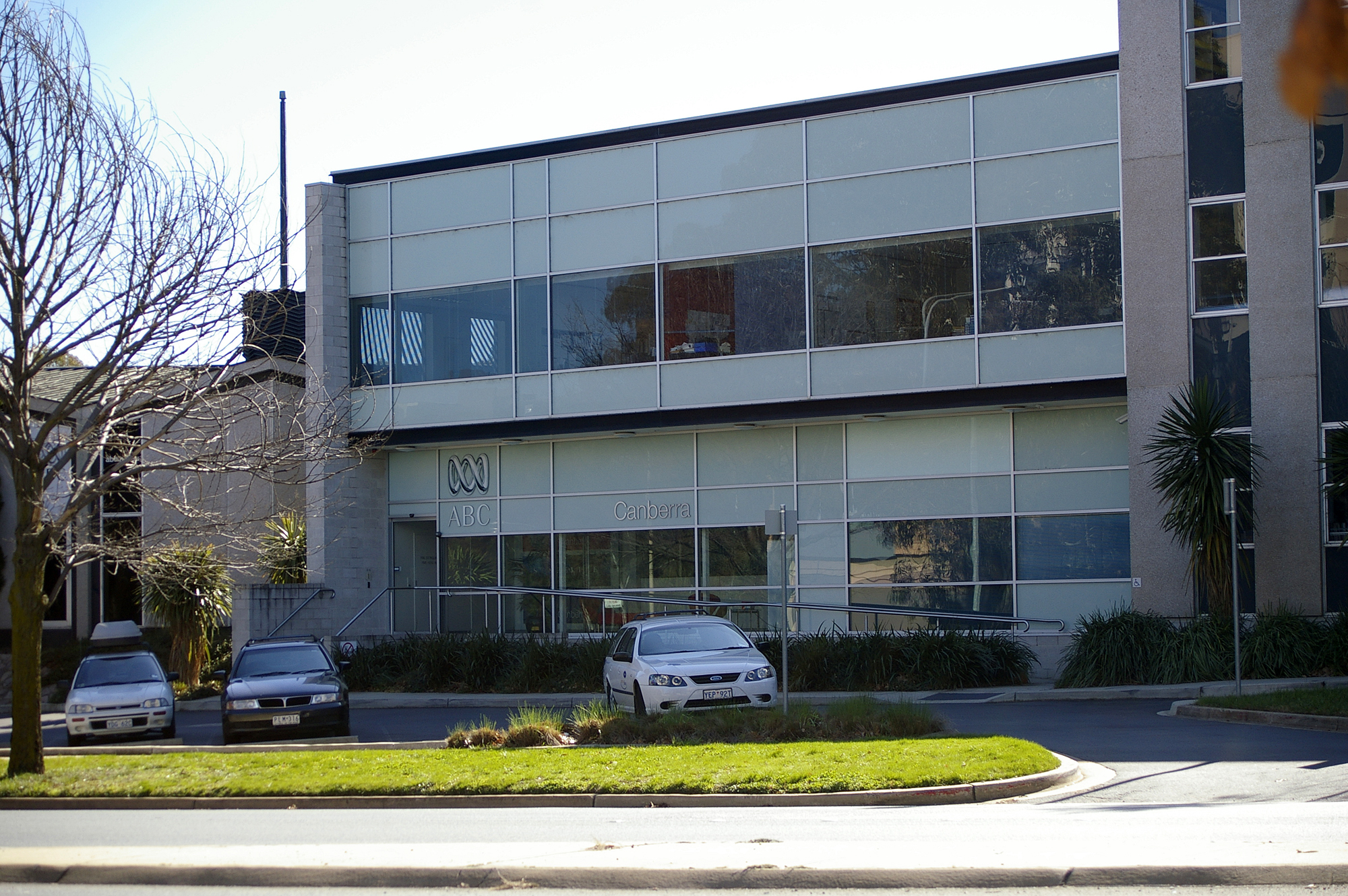
Estudios de radio y televisión de ABC Canberra en Dickson, suburbio de Canberra.

Canberra tiene un periódico diario, The Canberra Times, fundado en 1926. También hay varias publicaciones semanales gratuitas, como las revistas de noticias CityNews y Canberra Weekly, así como la guía de entretenimiento BMA Magazine. BMA Magazine se imprimió por primera vez en 1992; en la edición inaugural se cubrió la gira Nevermind de Nirvana.
En Canberra emiten varias emisoras de AM y FM (AM/FM Listing). Los principales operadores comerciales son Capital Radio Network (2CA y 2CC) y Austereo/ARN (104.7 y Mix 106.3). También hay varias emisoras comunitarias.
También está en funcionamiento una prueba de radio digital DAB+, que emite simultáneamente algunas de las emisoras AM/FM y ofrece varias emisoras sólo digitales (DAB+ Trial Listing).
Cinco cadenas de televisión en abierto emiten en Canberra:
- ABC Canberra (ABC)
- SBS Nueva Gales del Sur (SBS)
- Network 10 Southern NSW & ACT (CTC) - emisora propiedad de Network 10 y gestionada por ésta
- Seven Network Southern NSW & ACT (CBN) - Estación operada y propiedad de Seven Network
- WIN Television Southern NSW & ACT (WIN) - afiliada a Nine Network

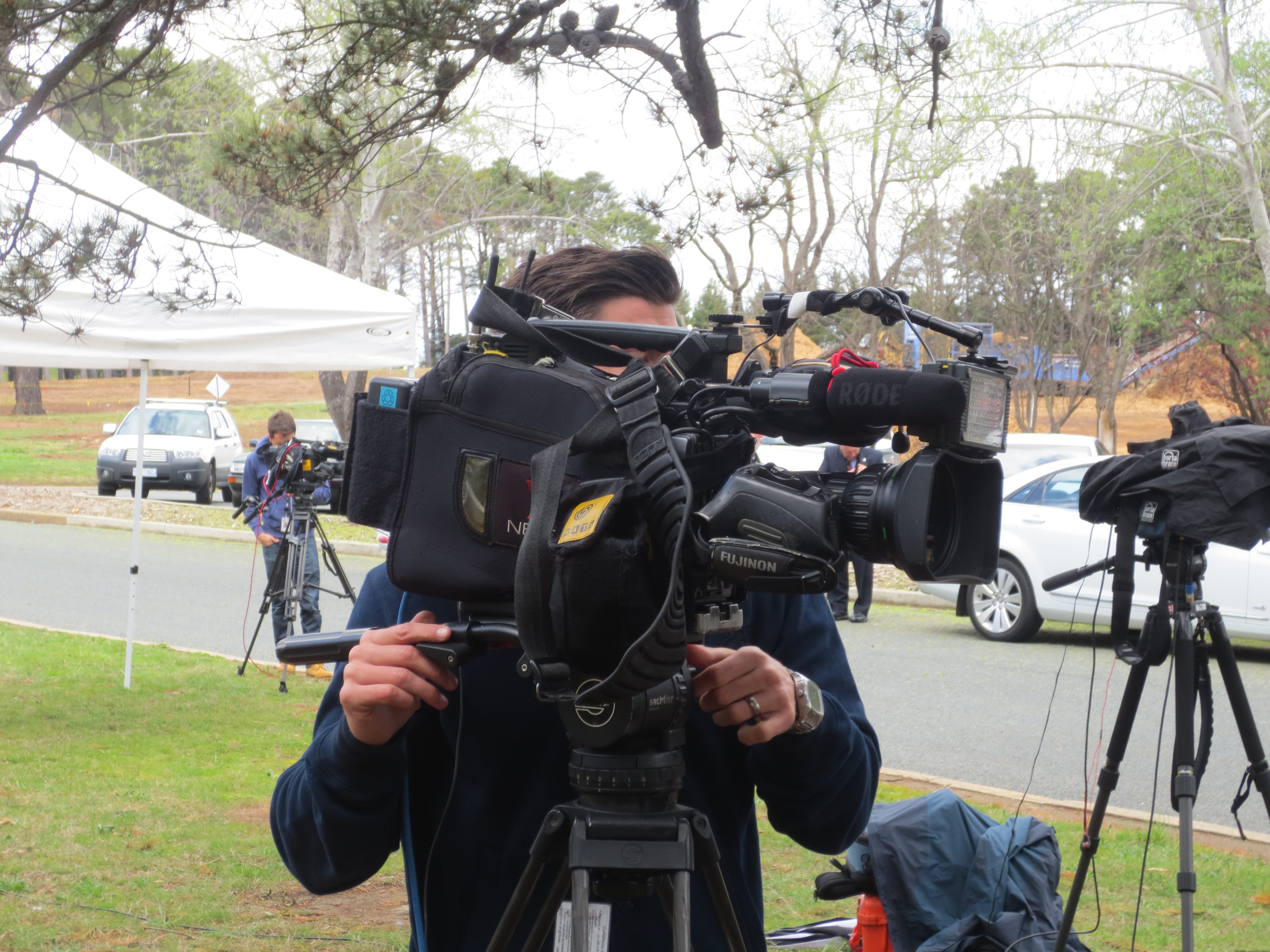
Camarógrafos filmando en frente de la Casa de Gobierno en Canberra

Cada cadena emite un canal principal y varios multicanales. De las tres principales cadenas comerciales
WIN emite un informativo local WIN News de media hora cada noche a las 18.00, producido desde una redacción en la ciudad y emitido desde los estudios de Wollongong.
Southern Cross 10 emite noticias locales breves a lo largo del día, producidas y emitidas desde sus estudios de Hobart. Anteriormente, emitía una edición regional de Nine News desde Sydney cada noche de la semana a las 18.00 horas, con la exclusión de Canberra y el Territorio de la Capital Australiana cuando era una filial de Nine.
Seven emite noticias locales breves y actualizaciones meteorológicas a lo largo del día, producidas y emitidas desde sus estudios de Canberra.
Antes de 1989, Canberra solo contaba con los servicios de ABC, SBS y Capital Television (CTC), que más tarde se convirtió en Ten Capital en 1994, luego en Southern Cross Ten en 2002, luego en Channel 9/Southern Cross Nine en 2016 y finalmente en Channel 10 en 2021, con la llegada de Prime Television (ahora Prime7) y WIN Television como parte del programa de agregación regional del Gobierno en ese año.
Los servicios de televisión de pago los ofrecen Foxtel (vía satélite) y la empresa de telecomunicaciones TransACT (vía cable).

## Deporte

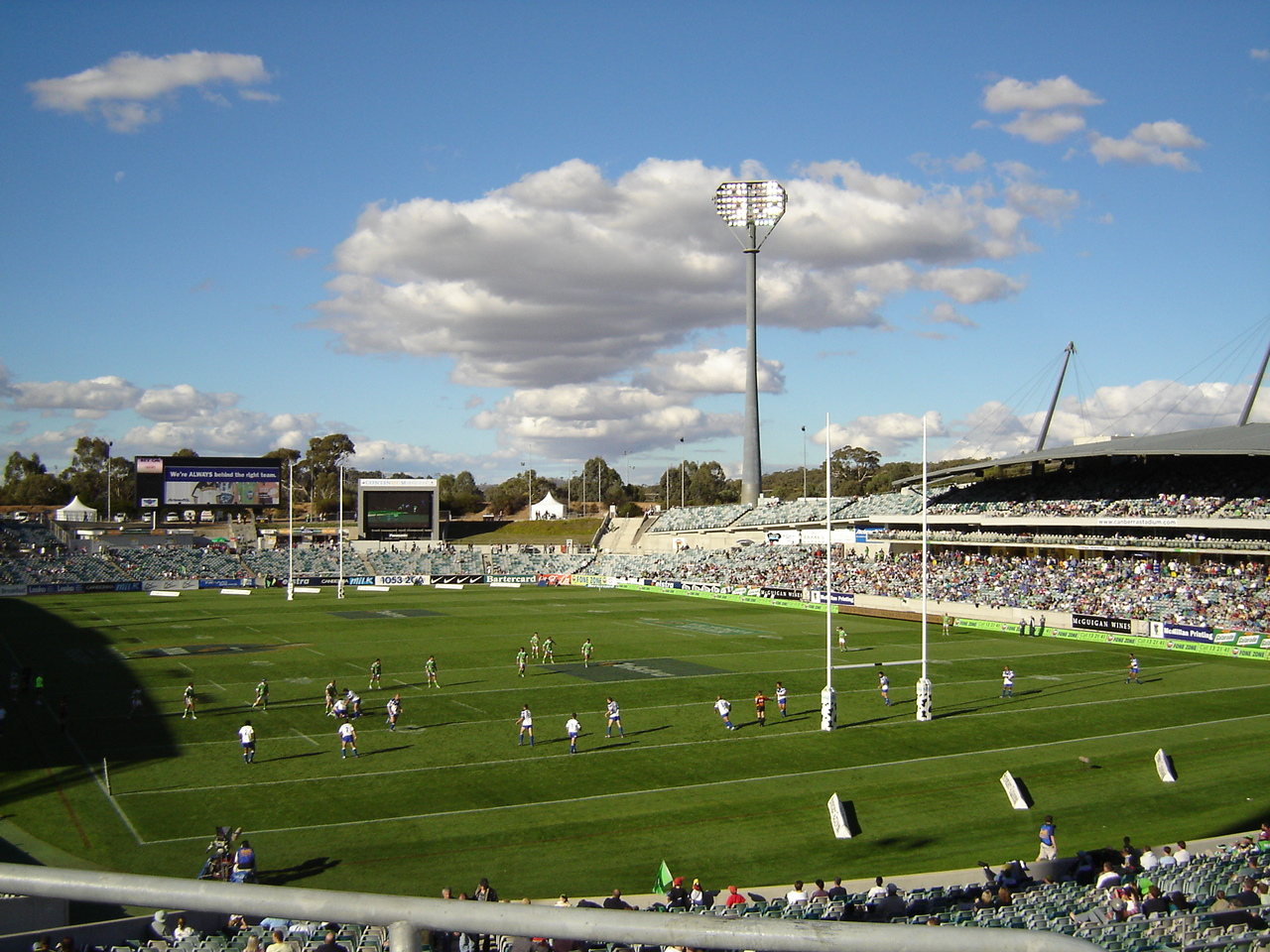
Estadio Canberra

Además de las ligas deportivas locales, Canberra cuenta con varios equipos deportivos que compiten en competiciones nacionales e internacionales. Los equipos más conocidos son los Canberra Raiders y los ACT Brumbies, que juegan a rugby league y rugby union respectivamente; ambos han sido campeones de sus ligas Ambos equipos juegan sus partidos como locales en el Estadio Canberra, que es el estadio más grande de la ciudad y se utilizó para celebrar partidos de grupo en fútbol para los Juegos Olímpicos de Verano de 2000 y en rugby union para la Copa del Mundo de Rugby de 2003.
El Canberra United representa a la ciudad en la A-League Women (antes W-League), la liga nacional de fútbol femenino, y fue campeón en la temporada 2011-12. Está previsto que un equipo masculino se una a la A-League Men en la temporada 2024-25.
La ciudad también cuenta con un exitoso equipo de baloncesto, el Canberra Capitals, que ha ganado siete de los últimos once títulos nacionales de baloncesto femenino. Los Canberra Vikings representan a la ciudad en el Campeonato Nacional de Rugby y quedaron segundos en la temporada 2015.

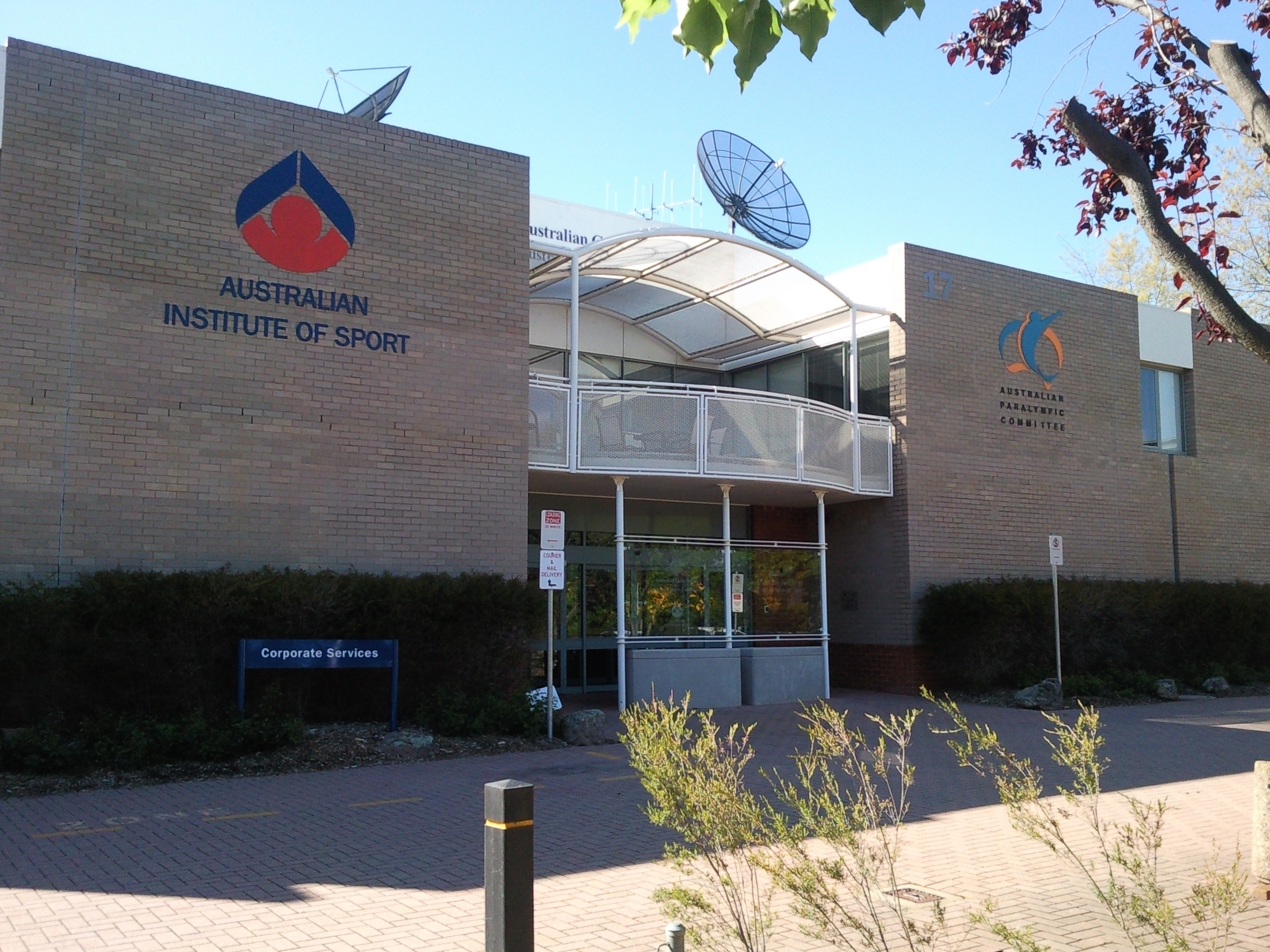
Uno de los Edificios del Instituto Australiano de Deportes

También hay equipos que participan en competiciones nacionales de netball, hockey sobre hierba, hockey sobre hielo, críquet y béisbol.
El histórico partido de críquet Prime Minister's XI se juega anualmente en Manuka Oval Otros eventos deportivos anuales importantes son el Maratón de Canberra y el Triatlón Medio Ironman Ciudad de Canberra.
Canberra lleva pujando por un club de la Liga Australiana de Fútbol desde 1981, cuando las reglas australianas en el Territorio de la Capital Australiana eran más populares. Aunque la liga ha rechazado numerosas propuestas, según la AFL Canberra pertenece a los Greater Western Sydney Giants, que juegan tres partidos en casa en el Manuka Oval cada temporada.
Otros acontecimientos deportivos anuales importantes son el Maratón de Canberra y el Triatlón Medio Ironman Ciudad de Canberra.

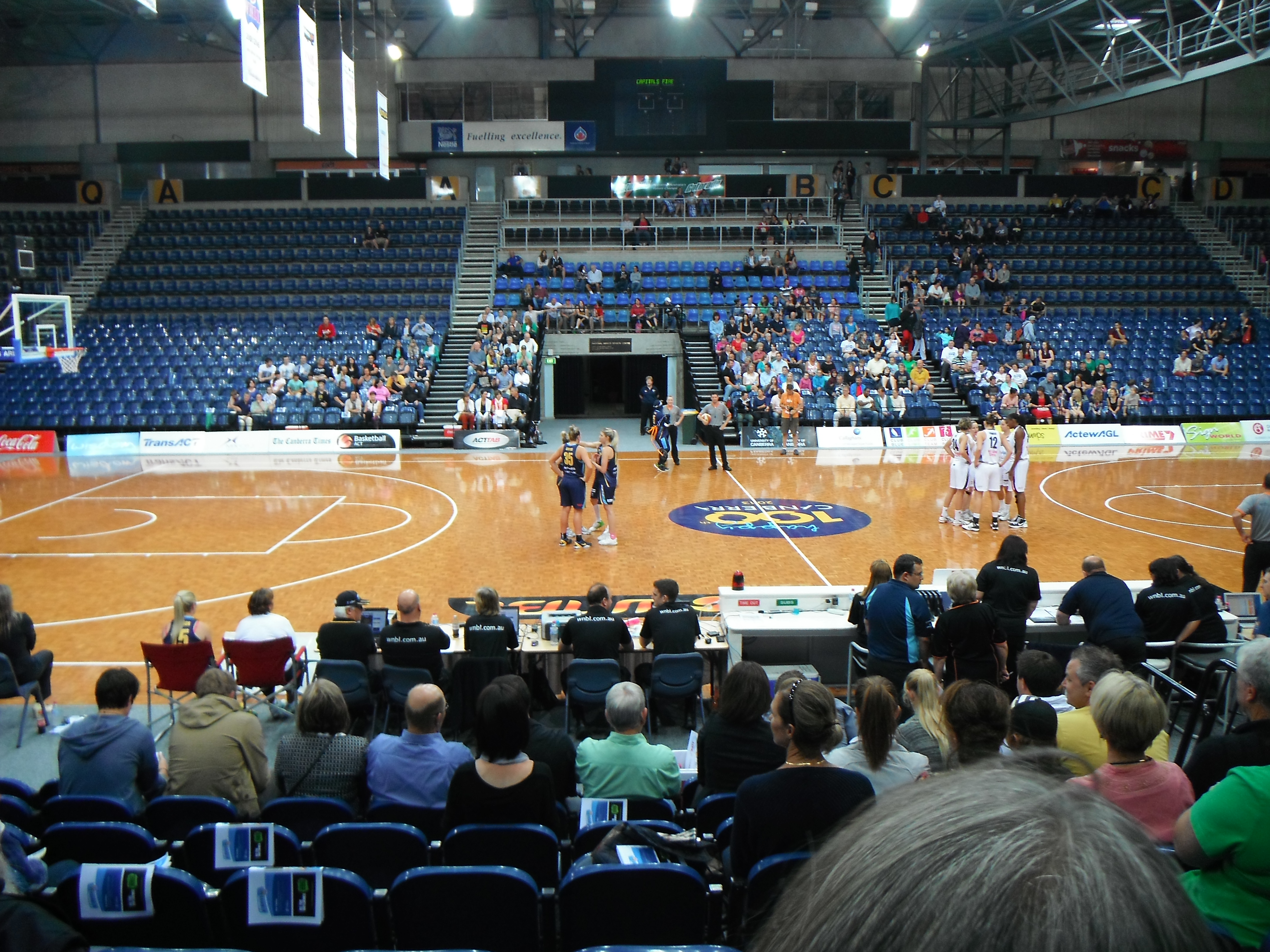
Ais Arena en Canberra

El Instituto Australiano del Deporte (AIS) se encuentra en el barrio de Bruce, en Canberra, y es una institución educativa y de formación especializada que ofrece entrenamiento a atletas de élite junior y senior en varios deportes. El AIS lleva funcionando desde 1981 y ha logrado importantes éxitos en la formación de atletas de élite, tanto locales como internacionales. La mayoría de los miembros del equipo y medallistas de Australia en los Juegos Olímpicos de Verano de 2000 en Sydney eran graduados del AIS.
Canberra cuenta con numerosos óvalos deportivos, campos de golf, parques de patinaje y piscinas abiertas al público. Entre las pistas de tenis se encuentran las del National Sports Club, Lyneham, antigua sede del Canberra Women's Tennis Classic. Una serie de carriles bici por toda Canberra están a disposición de los ciclistas con fines recreativos y deportivos. Los Parques Naturales de Canberra cuentan con una gran variedad de senderos para pasear, montar a caballo y montar en bicicleta de montaña. En los lagos de Canberra se practican deportes acuáticos como la vela, el remo, la navegación con dragón y el esquí acuático. El Rally de Canberra es un acontecimiento anual del deporte del motor, y de 2000 a 2002, Canberra acogió la prueba Canberra 400 para V8 Supercars en el circuito urbano temporal de Canberra, situado en el interior del Triángulo Parlamentario.

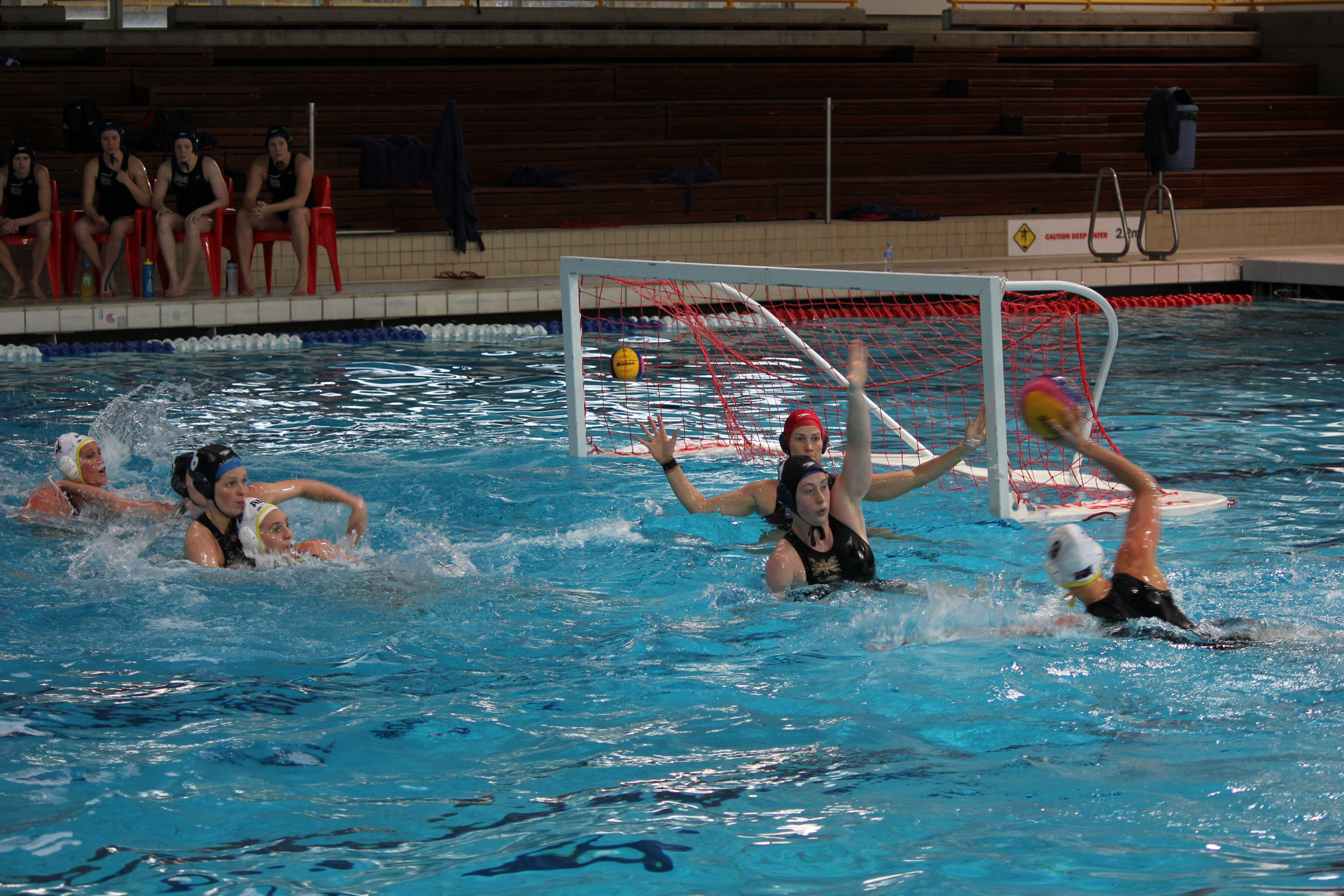
Un partido de Waterpolo entre las selecciones británica y Australiana a en el Centro Acuático AIS

Una forma popular de ejercicio para las personas que trabajan cerca o en el Triángulo Parlamentario es hacer el «paseo/carrera del puente al puente» de unos 5 km alrededor del lago Burley Griffin, cruzando el puente de la avenida Commonwealth y el puente de la avenida Kings, utilizando los caminos junto al lago. El paseo dura aproximadamente una hora, por lo que es ideal para una excursión a la hora de comer. También es popular los fines de semana. Tal fue la popularidad durante el aislamiento de COVID-19 en 2020 que el Gobierno del Territorio de la Capital Australiana puso en marcha una regla de 'Clockwise is COVID-wise' para caminantes y corredores.

## Transporte
El Aeropuerto Internacional de Canberra es el aeropuerto de la ciudad y se encuentra a 8 kilómetros al noroeste. Los vuelos generalmente son domésticos a Sídney, Melbourne, Brisbane, Adelaida y Perth, cuenta con una terminal y el volumen de pasajeros anuales es de 2,5 millones. Los vuelos internacionales son escasos y no son directos, por lo tanto se debe hacer escala.

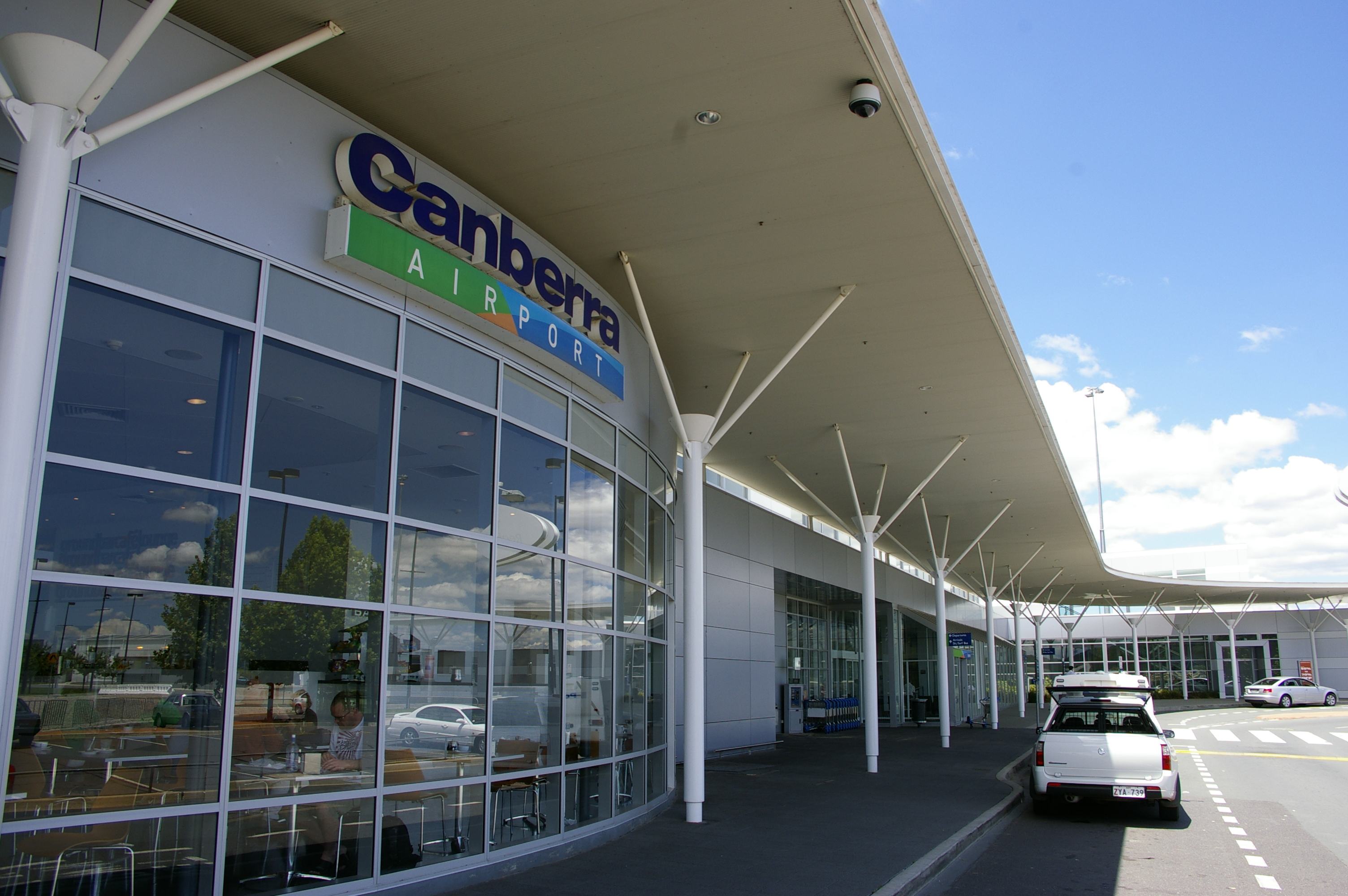
Aeropuerto Internacional de Canberra.

El servicio de autobuses es proporcionado por la compañía ACTION (Australian Capital Territory Internal Omnibus Network), que conecta los puntos más importantes de la ciudad. La red de autobuses públicos cuenta con cuatro modernos intercambiadores situados en distintos distritos de Canberra por los que pasan las siete líneas del "Intertown" (el autobús interurbano) y las trece del "Xpresso", el autobús que conecta la ciudad con el Triángulo del Parlamento. Otras compañías de autobuses, aunque privadas, son Transborder Express y Deane's Buslines, que operan dentro de Canberra y en las áreas vecinas de Nueva Gales del Sur. Aerial Consolidated Transport es una compañía de taxis y alquiler de coches de Canberra. Los CanberraCabs, filial de Aerial, es la compañía de taxis que da servicio a la ciudad y lo hace desde 1959. Una encuesta sobre el transporte en Canberra reveló que solo el 4,6 % de la población utiliza el autobús, mientras que un 5,5 % va andando o en bicicleta al trabajo, una proporción mayor que en ninguna otra capital australiana.
Countrylink es el sistema ferroviario que une Canberra con Sídney. El trayecto a Melbourne comienza en la localidad de Yass, Nueva Gales del Sur, pero un servicio de autobús de CountryLink cubre ese trayecto de alrededor de una hora. Se estudió la opción de implantar un sistema de trenes de alta velocidad entre Melbourne, Canberra y Sídney, pero finalmente no se implantó al no considerarse económicamente viable por el entonces Ministro de Transporte John Anderson en el 2000.  El 20 de abril de 2019 entró en servicio una línea de tren ligero (Canberra Metro) que une el centro de la ciudad con el distrito septentrional de Gungahlin.

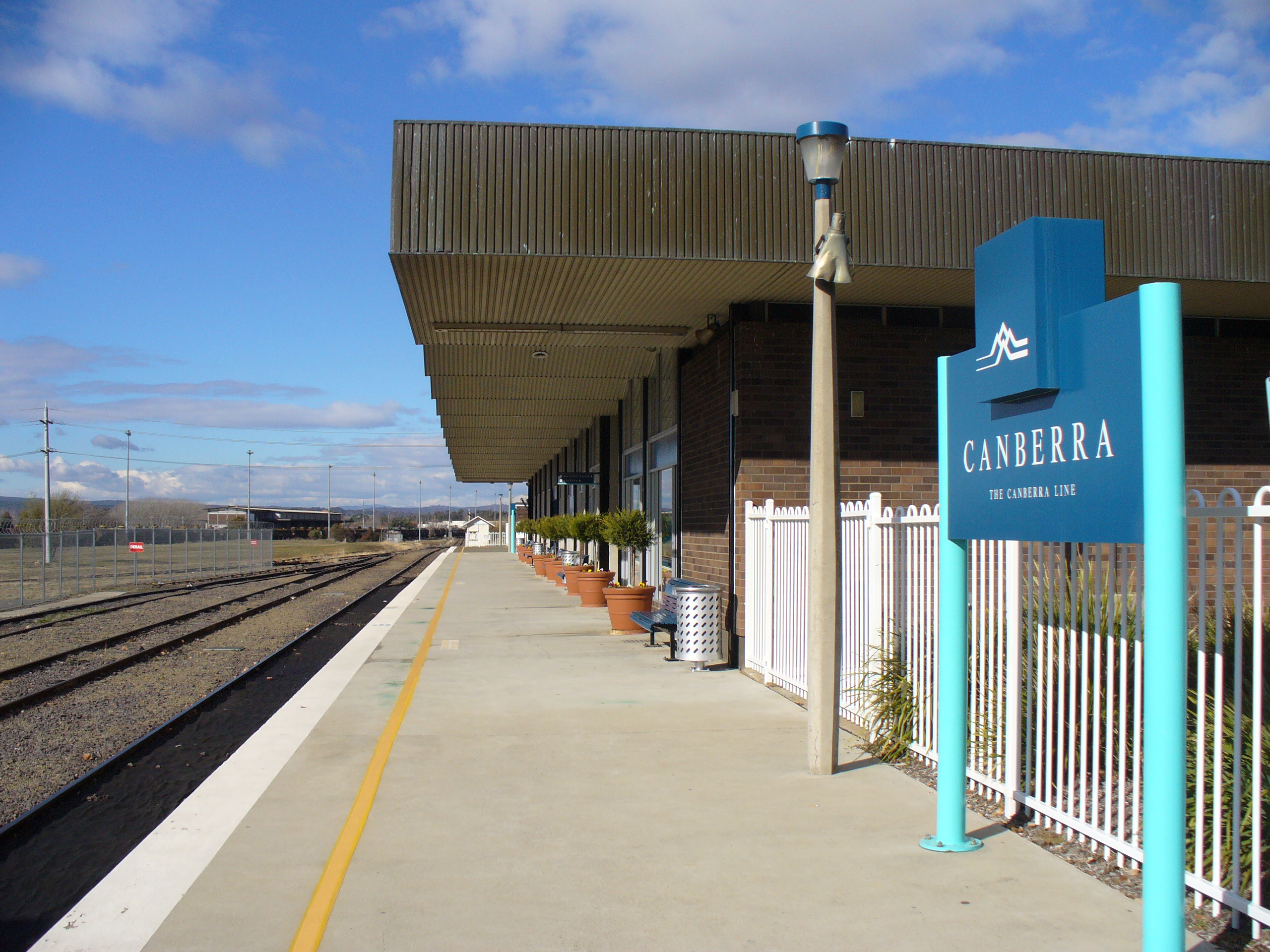
Estación de tren de Canberra.

El transporte más utilizado de Canberra es el automóvil ya que la red de carreteras y autopistas son de gran calidad debido a la modernidad del diseño del trazado urbano. Los distritos de Canberra están unidos por 'parkways', amplias carreteras de dos carriles por sentido y con limitación de 80-100 km/h, como la Tuggeranong Parkway, que une el CBD de Canberra con Tuggeranong y los bypass (carreteras de circunvalación) de Weston Creek. Con respecto a la red de carreteras que une Canberra con el resto de ciudades australianas, la Autopista Nacional (Federal Highway) conecta a la capital con Sídney en un trayecto de tres horas. Melbourne queda a siete horas por la Autopista Barton, que se une con la Autopista Hume en Yass, Nueva Gales del Sur. El Parque nacional Kosciuszko y las Montañas Nevadas están situadas a dos horas de camino mediante la Autopista Monaro, mientras que Batemans Bay, un conocido destino de vacaciones está también a dos horas por la Autopista Kings.

## Ciudades hermanadas
| Ciudades con acuerdo de hermanamiento a Canberra |
| ------------------------------------------------ |
| Nara, Japón                                      |
| Wellington, Nueva Zelanda                        |